# Championnat d'Europe de football 2012
Navigation
Autriche - Suisse 2008 France 2016
Le championnat d'Europe de football 2012, communément abrégé en Euro 2012, est la quatorzième édition du championnat d'Europe de football, compétition organisée par l'UEFA et rassemblant les meilleures équipes masculines européennes. Il se déroule en Pologne et en Ukraine du 8 juin au 1er juillet 2012. Le match d'ouverture se joue dans le tout nouveau stade national de Varsovie en Pologne et la finale a lieu au stade olympique de Kiev en Ukraine.
Il est le dernier championnat d'Europe mettant en opposition seize équipes. En effet, celui de 2016 se joue avec vingt-quatre équipes. Il est le premier tournoi international senior à inclure l'arbitrage à cinq, testé auparavant lors de la Ligue Europa et la Ligue des champions.
Tous les anciens vainqueurs de la compétition sont présents, dont l'Espagne qui, victorieuse 4-0 de l'Italie en finale, est la première équipe parvenant à conserver son titre, et réalise un triplé inédit (Euro 2008 – Coupe du monde 2010 – Euro 2012).
L'Espagne étant doublement qualifiée pour la Coupe des confédérations 2013 par ses victoires finales à la Coupe du monde 2010 et à l'Euro 2012, l'Italie reçoit une invitation pour cette compétition grâce à sa place de finaliste de l'Euro 2012.

## Désignation du pays organisateur
Cinq candidatures ont été initialement déposées, comprenant au total sept pays (dont deux duos). Le 8 novembre 2005, l'Italie obtenait onze voix, et accédait à la seconde phase, tout comme le duo  Croatie et  Hongrie (neuf voix) et le duo Pologne et Ukraine (sept voix). La candidature turque, avec un vote de moins, était éliminée. Celle grecque, avec deux voix, arrivait à la dernière place du scrutin.
Le 31 mai 2006, les dossiers des trois candidats à l'Euro étaient rendus. En septembre, l'UEFA examinait en se rendant sur place l'état des lieux. Le 18 avril 2007 à Cardiff, au Pays de Galles, le Comité exécutif de l'UEFA effectuait son choix à bulletins secrets, après avoir étudié scrupuleusement les dossiers des trois candidats en lice pour l'organisation de la compétition. Avec une majorité de huit voix, le duo Pologne / Ukraine était choisi devant l'Italie, que les médias donnaient favorite, et le duo Croatie / Hongrie.
| Fédérations candidates | 1er tour (points) | 2e tour (voix) |
| ---------------------- | ----------------- | -------------- |
| Pologne / Ukraine      | 7                 | 8              |
| Italie                 | 11                | 4              |
| Croatie / Hongrie      | 9                 | 0              |
| Turquie                | 6                 |                |
| Grèce                  | 2                 |                |
| Total des votes        | 35                | 12             |

## Villes et stades

Villes hôtes de l'Euro 2012

C'est la troisième fois dans l'histoire qu'un championnat d'Europe de football est organisé par deux pays, après les récents duos Belgique - Pays-Bas, en 2000, et Suisse - Autriche, en 2008. Mais ce choix pose un problème majeur, la distance importante entre les stades. En effet, mille neuf cents kilomètres séparent Gdańsk en Pologne de Donetsk en Ukraine, et pas moins de vingt-deux heures de route sont nécessaires pour se rendre de l'une à l'autre ville.
Les deux pays ont dû aussi se lancer dans un vaste programme d'aménagement des transports, le nombre d'autoroutes et de voies rapides dans ces deux pays étant au moment de l'attribution de cet Euro insuffisant. Effectivement, seulement six cent soixante kilomètres d'autoroutes et trois cent quarante de voies rapides existaient en Pologne (en comparaison avec le millier de kilomètres autoroutiers en Tchéquie, pays beaucoup plus petit), le constat étant le même en Ukraine. Et même si les chiffres prévisionnels sont intéressants et ambitieux lors du début des travaux, l'état général des réseaux routier et autoroutier en Pologne et en Ukraine laisse toujours à désirer.
Un autre grand problème subsiste, la vétusté des stades dans ces deux pays, qui ont tardé à rénover leurs enceintes. Initialement, les différentes rénovations et constructions devaient être achevées en 2010, mais plusieurs retards ont été constatés tout au long des travaux et sur différents sites dans les deux pays.
| Ville    | Nom du stade               | Capacité | État          | Coordonnées                  | Rencontres disputées | Rencontres disputées | Rencontres disputées | Rencontres disputées | Rencontres disputées | Rencontres disputées |
| Ville    | Nom du stade               | Capacité | État          | Coordonnées                  | Groupes              | 1/4                  | 1/2                  | Finale               | Total                |                      |
| -------- | -------------------------- | -------- | ------------- | ---------------------------- | -------------------- | -------------------- | -------------------- | -------------------- | -------------------- | -------------------- |
| Kiev     | Stade olympique de Kiev    | 64 640   | rénové        | 50° 26′ 00″ N, 30° 31′ 20″ E | 3                    | 1                    |                      | 1                    | 5                    |                      |
| Varsovie | Stade national de Varsovie | 58 580   | nouveau stade | 52° 14′ 22″ N, 21° 02′ 44″ E | 3                    | 1                    | 1                    |                      | 5                    |                      |
| Donetsk  | Donbass Arena              | 49 400   | nouveau stade | 48° 01′ 15″ N, 37° 48′ 35″ E | 3                    | 1                    | 1                    |                      | 5                    |                      |
| Gdańsk   | PGE Arena Gdańsk           | 43 615   | nouveau stade | 54° 23′ 29″ N, 18° 38′ 27″ E | 3                    | 1                    |                      |                      | 4                    |                      |
| Poznań   | Stade municipal de Poznań  | 43 269   | rénové        | 52° 23′ 50″ N, 16° 51′ 29″ E | 3                    |                      |                      |                      | 3                    |                      |
| Wrocław  | Stade municipal de Wrocław | 44 416   | nouveau stade | 51° 08′ 35″ N, 16° 56′ 32″ E | 3                    |                      |                      |                      | 3                    |                      |
| Kharkiv  | Stade Metalist             | 37 750   | rénové        | 49° 58′ 51″ N, 36° 15′ 42″ E | 3                    |                      |                      |                      | 3                    |                      |
| Lviv     | Arena Lviv                 | 32 990   | nouveau stade | 49° 46′ 31″ N, 24° 01′ 40″ E | 3                    |                      |                      |                      | 3                    |                      |

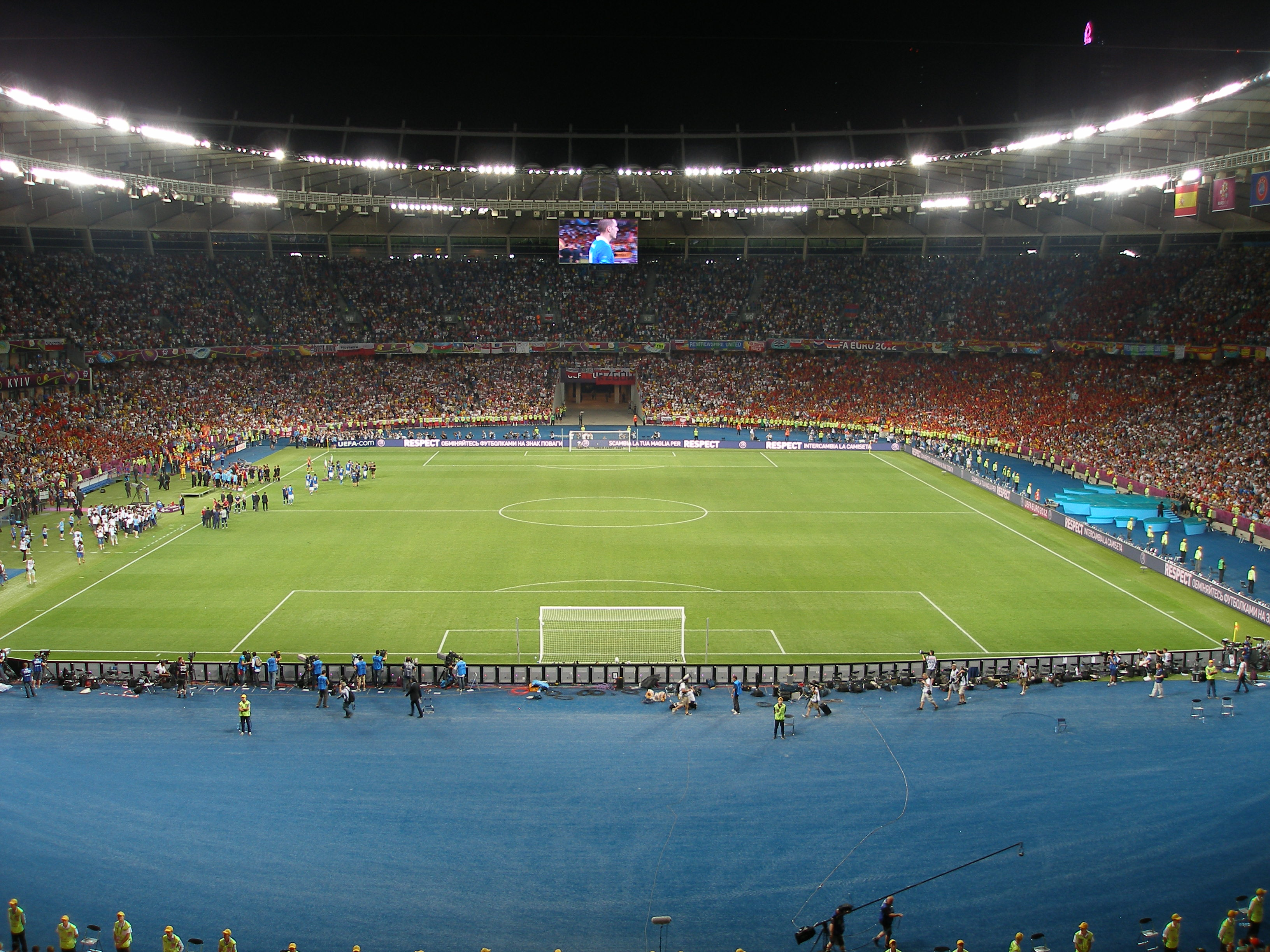
Stade olympique de Kiev
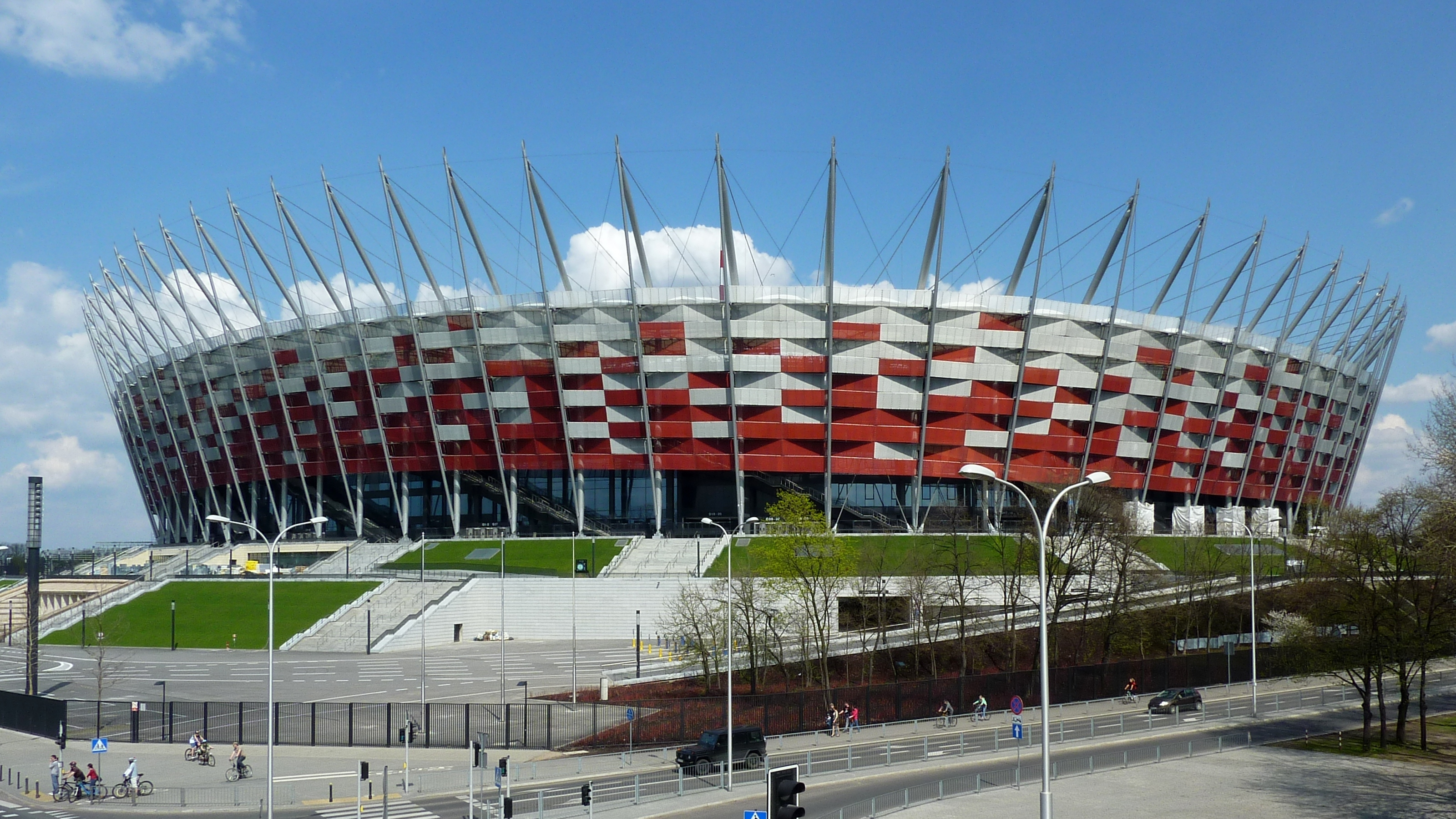
Stade national de Varsovie
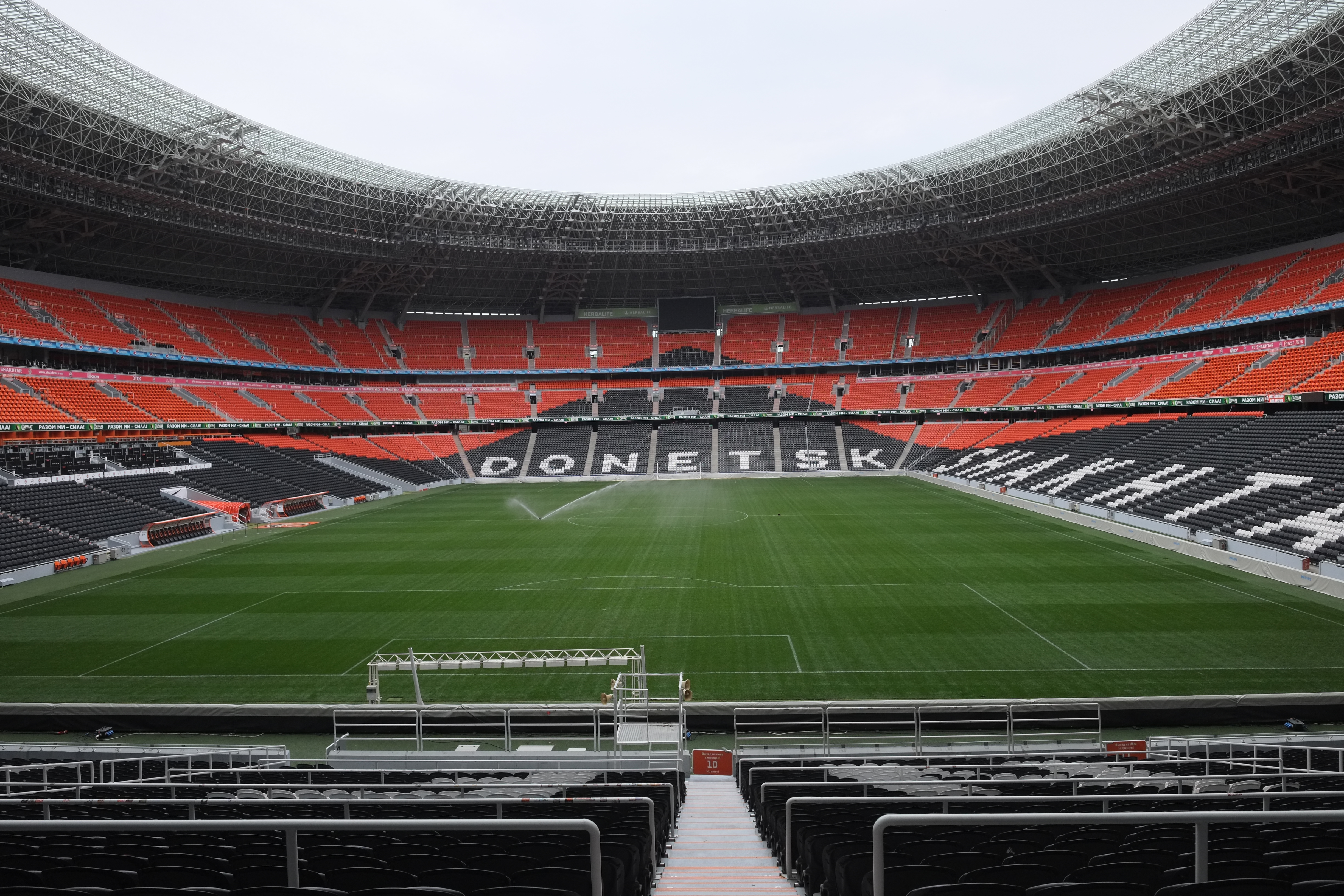
Donbass Arena
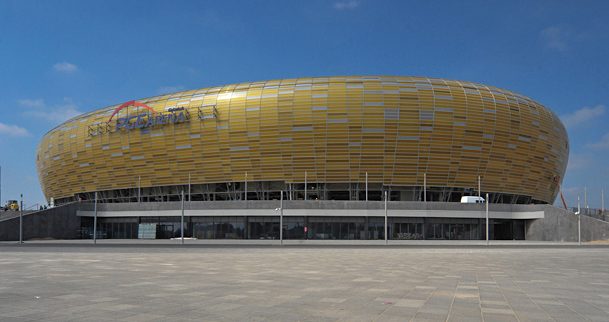
PGE Arena Gdańsk
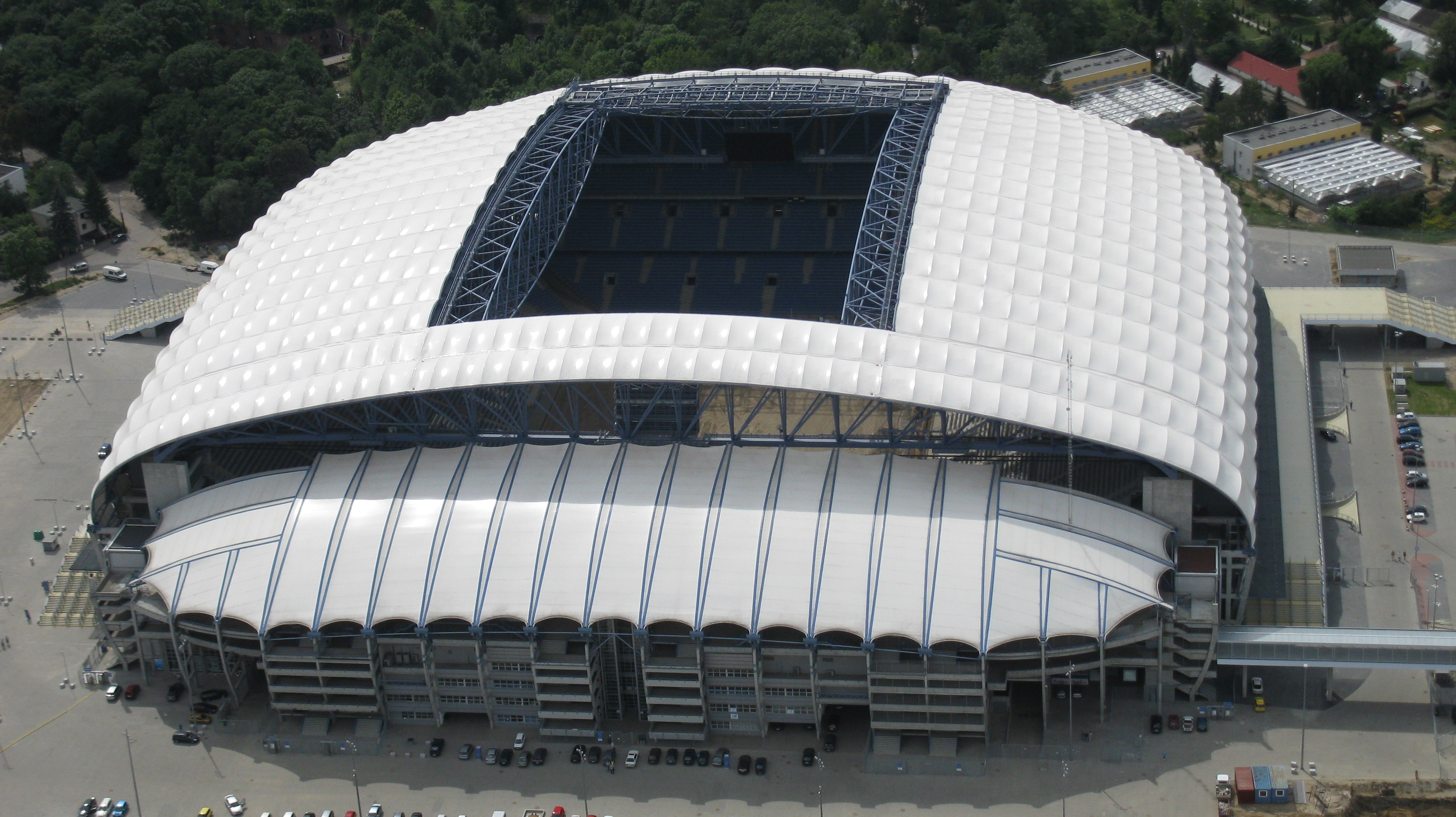
Stade municipal de Poznań
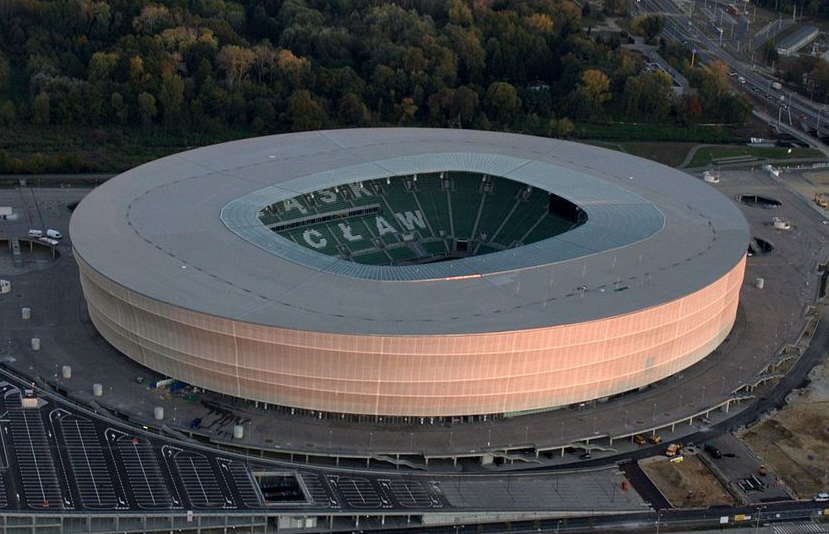
Stade municipal de Wrocław
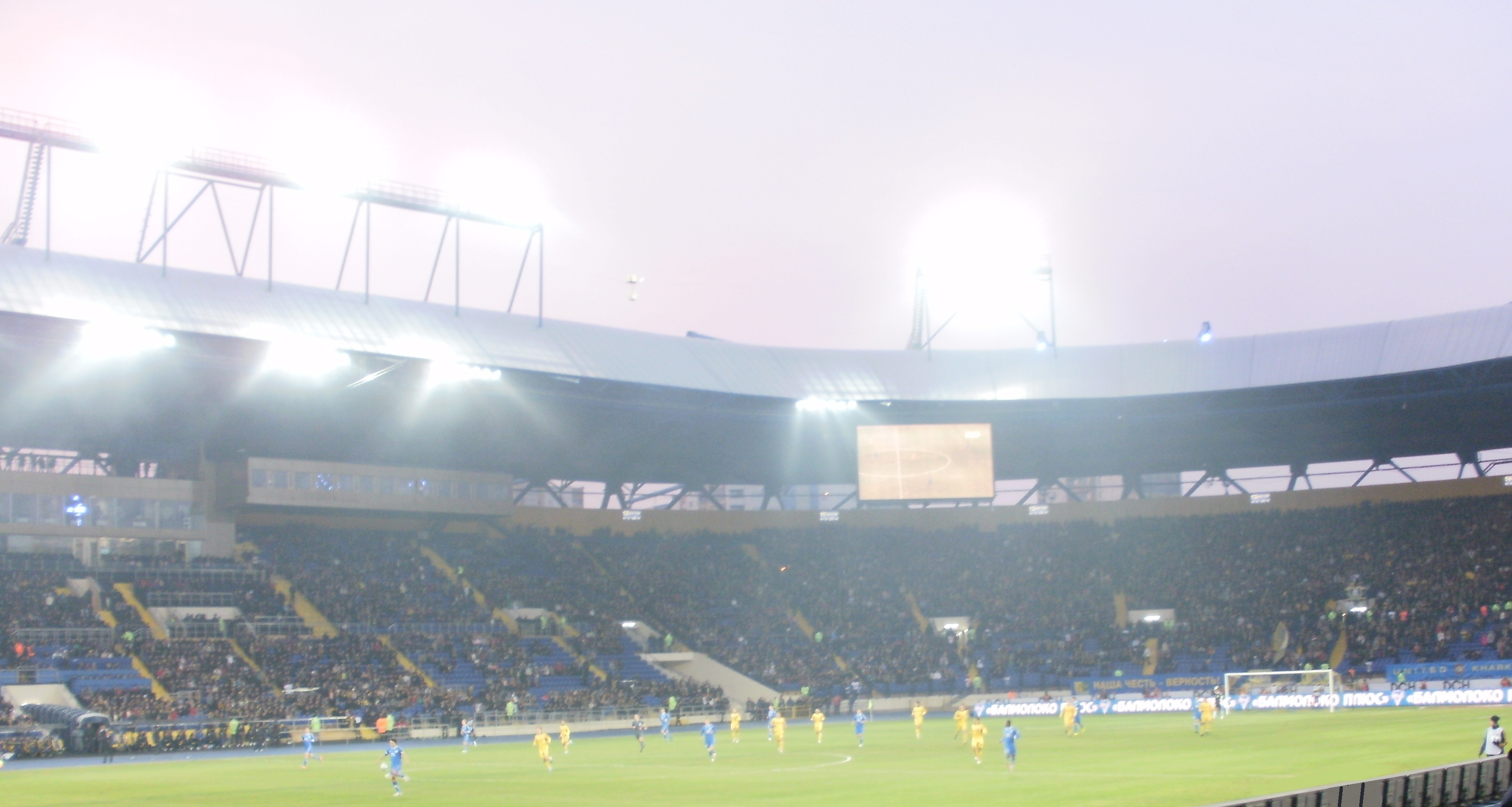
Stade Metalist
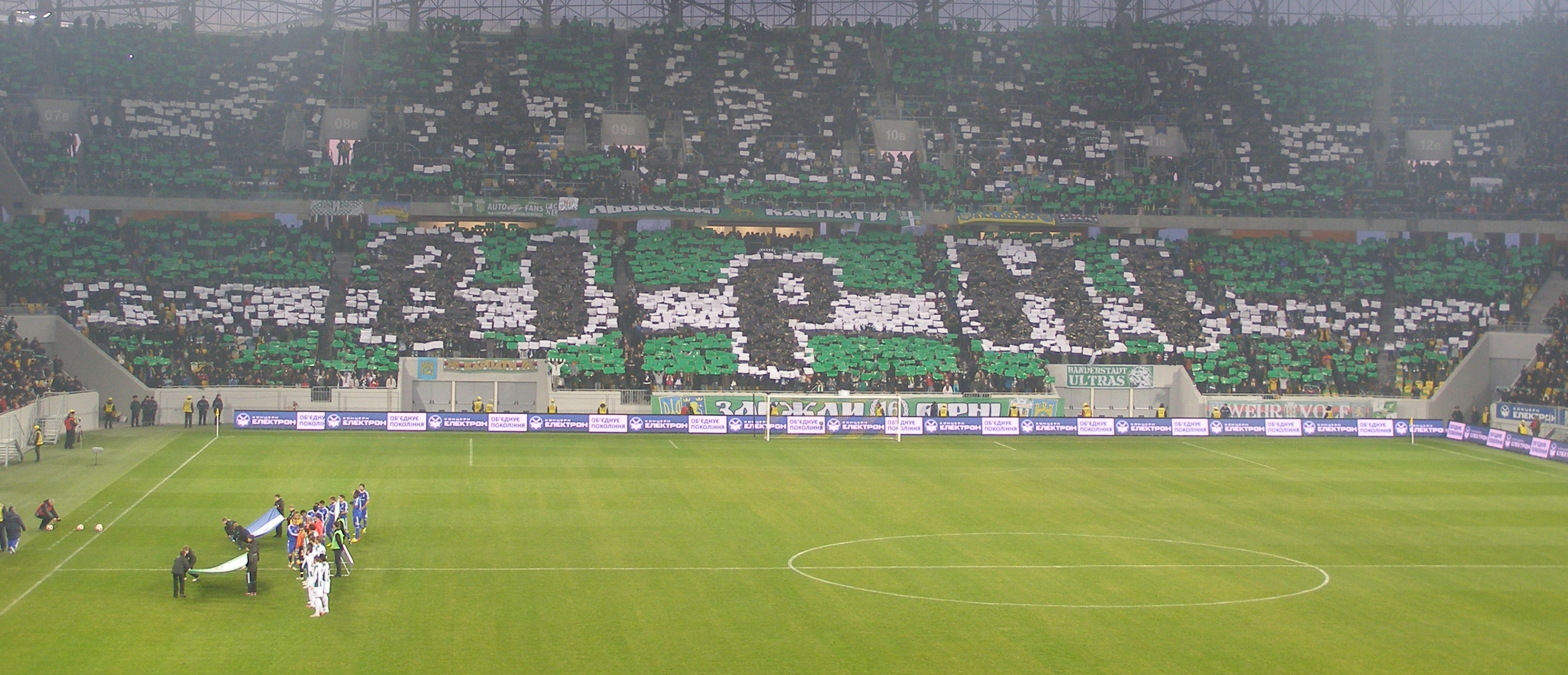
Arena Lviv

### Incertitudes liées au retard concernant les infrastructures
Plusieurs soucis ont émaillé les différents projets d'amélioration des infrastructures polonaises et ukrainiennes, amenant à se poser la question sur un probable remplacement des pays hôtes. Le 30 janvier 2008, le président de l'UEFA Michel Platini annonce commencer un rapport visant à avertir les organisateurs compte tenu de la lenteur des travaux. Le 11 juin, le Premier ministre ukrainien, Ioulia Tymochenko, se montre confiante vis-à-vis des préparatifs qui selon elle se passent normalement. Cependant, un membre de la fédération ukrainienne de football expose le jour suivant le fait que l'Ukraine pourrait perdre le droit de coaccueillir l'événement, en raison des retards dans la rénovation du stade olympique de Kiev. Michel Platini confirme donc qu'une décision sera prise en septembre 2008.
Jusqu'au mois de juin, aucun « plan B » n'est prévu selon l'UEFA. C'est donc quelque temps plus tard que l'Écosse réaffirme ses envies d'intervenir pour aider ces deux pays, et pourquoi pas en cas d'échec héberger la compétition. Le président de la Scottish Football Association Gordon Smith déclarait vouloir que l'UEFA reconsidère son pays pour débloquer la situation, malgré les avis fermes et maintenus de l'association européenne. Platini choisit de clarifier la situation, et déclare : « Nous mettrons tout en œuvre pour que la Pologne et l'Ukraine puissent accueillir l'Euro 2012. La seule raison qui nous pousserait à ne pas y aller serait l'absence de stade à Varsovie et à Kiev. Une délégation ira en Pologne et en Ukraine les 2 et 3 juillet. Nous rencontrerons les responsables des deux pays pour obtenir une vue d'ensemble et prendrons une décision en septembre. Nous avons donné ce défi à ces nations, et il n'y a jamais eu de plan de secours. » Si la décision de septembre est pessimiste, l'UEFA commencera à s'entretenir avec les remplaçants possibles. La Pologne, en avance sur son voisin ukrainien, pourrait accueillir seule la compétition. L'Espagne, qui a été recalée en 2004, est également sur les rangs. Les candidatures éliminées pour cet Euro, comme celle de l'Italie et celle conjointe de l'Écosse et de l'Irlande, pourraient aussi servir en cas d'échec polono ukrainien. La Pologne pourrait également se joindre à l'Allemagne.
Après la première visite des dirigeants européens en Pologne, l'UEFA se montre satisfaite et rassurée.
Mais le 29 septembre, le gouvernement polonais démet de ses fonctions Michał Listkiewicz, président de la fédération polonaise de football et coordinateur du groupe chargé du dossier Euro. L'UEFA fixe rapidement un ultimatum, et est prête à interdire à la Pologne de disputer ses deux prochains matches de qualification. Tout rentre finalement dans l'ordre quelques jours plus tard. Le 31 octobre, la crise financière qui frappe l’Ukraine remet en cause la capacité du pays à organiser l’Euro 2012, puisque de nombreuses constructions ont été arrêtées en raison du manque de liquidités. Grzegorz Lato, le nouveau patron de la PZPN, suggère que la Pologne coorganise l’épreuve avec l'Allemagne. « Je pense que l’Allemagne peut venir, si l’Ukraine s’en va », dit-il à la télévision polonaise TVN24. Il a ensuite ajouté : « Je crois que l’Ukraine sera prête à temps ».
Cette année 2008, qui a vu de nombreux problèmes concernant l'organisation de la compétition, se termine sur fond de crise dans les deux pays. Du côté ukrainien, le gouvernement décide, comme son homologue polonais, de changer le bureau chargé de s'occuper de la préparation, jugeant l'agence inefficace. Un émissaire de l'UEFA, le Français Jacques Lambert, est donc envoyé en Ukraine, pour sécuriser la préparation de l'Euro. En Pologne, les affaires de corruption refont surface. Plusieurs membres de la fédération sont arrêtés, dont Janusz Wojcik, ancien sélectionneur polonais, et Zdzislaw Krecina, candidat à la présidence de la fédération.
Pour sa première visite de l'année 2009 en Pologne, le secrétaire général de l'UEFA David Taylor admet que les délais sont respectés, certains projets étant même en avance. Vers le milieu du mois d'avril, l'avancement des travaux est officiellement évalué par le président Michel Platini, qui, alors qu'il visite les différents sites depuis plusieurs jours, annonce le 15 qu'il est impossible que l'Ukraine perde l'Euro 2012, comme la Pologne.

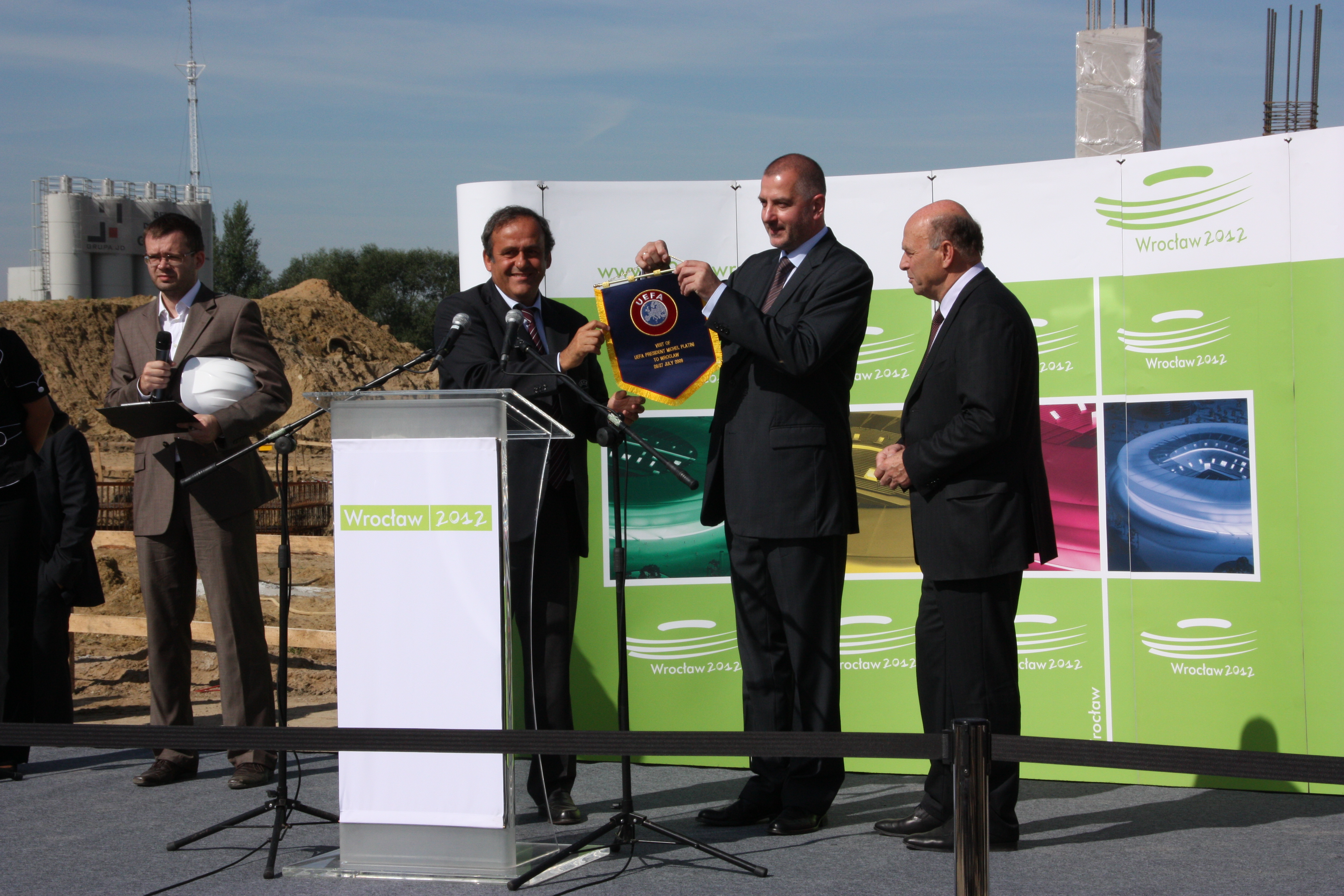
Michel Platini en visite à Wrocław, le 27 juillet 2009

Le 13 mai à Bucarest, le Comité Exécutif de l'UEFA prend une décision concernant le choix définitif de villes polonaises et ukrainiennes qui accueilleront les matches de l'Euro 2012. Comme prévu, Gdańsk, Poznań, Varsovie et Wrocław sont choisies comme villes hôtes polonaises, Chorzów et Cracovie n'étant par conséquent pas retenues comme villes hôtes ou villes réserves. Chez le voisin, l'analyse de l'UEFA a révélé des manques importants concernant les infrastructures dans toutes les villes. Kiev est donc la seule ville confirmée pour l'Euro 2012, mais la tenue de la finale dans la capitale est pour l'instant, et jusqu'à un prochain rapport programmé au 30 novembre, non officialisée. Pour les autres villes ukrainiennes, l'UEFA se décidera à la même date que pour Kiev. De plus, Dniepropetrovsk et Odessa ont été écartées de la compétition, ne respectant pas, selon l'association européenne, les critères. Selon un rapport secret de l'UEFA, la ville de Lviv devrait même perdre la tenue de la compétition dans son stade, la construction de celui-ci étant au point mort.
Le 11 décembre, le comité exécutif de l'UEFA, réuni à Madère, dévoile ses rapports sur les quatre villes ukrainiennes. Kiev accueillera bien la finale, et Donetsk, Kharkiv et Lviv trois matches de poule chacune. Néanmoins, la désignation des villes ukrainiennes chargées d'accueillir les matches à élimination directe sera prise ultérieurement.
Le 25 mars 2010, Platini « décide de taper du poing sur la table » concernant la situation ukrainienne, et de « poser des questions » au nouveau président Viktor Ianoukovytch. En effet, la rénovation du stade de Kiev accuse cinq mois de retard, et la construction du nouveau stade de Lviv vient seulement de débuter. Mais en juin, le Comité directeur de l'UEFA officialise la tenue de l'Euro dans les quatre villes ukrainiennes prévues.

## Communication et produits dérivés

### Logo

Logo de l'Euro.

Le logo du tournoi est dévoilé le 14 décembre 2009 sur la place Mykhailivska de Kiev.
Le logo, typique de la wycinanka (art traditionnel de découpage de papier de couleur que l'on pratique dans certaines régions rurales de Pologne et d'Ukraine en hommage à la faune et la flore locales), représente avec les deux fleurs les deux pays organisateurs, rassemblés par une passion commune de la compétition, designée ici par le ballon central et les personnages levant les bras en signe de victoire dans les trois éléments.
Ces deux éléments ont illuminé tour à tour et durant deux jours les bâtiments les plus célèbres des huit villes hôtes, du 14 au 22 décembre, avec le concours de l'artiste suisse Gerry Hofstetter. Ces bâtiments sont les suivants : l'hôtel Ukraine de Kiev, le Palais de la culture et de la science de Varsovie, l'opéra Solovianenko de Donetsk, la Porte verte de Gdańsk, la Nadra Bank de Kharkiv, le Château centre culturel de Poznań, la BZ WBK Bank de Wrocław et l'opéra Krouchelnytska de Lviv.

### Slogan
Le slogan officiel de l'Euro 2012, ainsi que le logo final, ont été dévoilés le 14 décembre 2009 sur la place Mykhaïlivska de Kiev, en présence de Michel Platini, du président ukrainien Viktor Iouchtchenko, de Hryhori Sourkis, de Grzegorz Lato et des représentants des huit villes hôtes. Quelques jours auparavant, le logo géant était déjà installé, mais caché par un voile. Le slogan, rappelant que l'organisation de cette phase finale est une première en Europe de l'Est, est le suivant :
- en polonais : « Razem tworzymy przyszłość »[33]
- en ukrainien : « Творимо історію разом »[34]
- en français : « Ensemble, écrivons l'Histoire »[35].

### Chanson officielle
La chanson officielle est Endless Summer d'Oceana.

### Mascottes

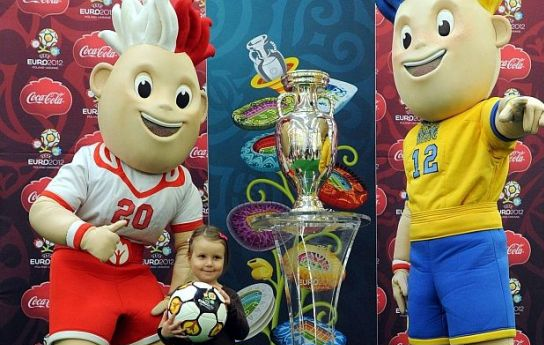
Les mascottes autour de la coupe.

Le mardi 16 novembre 2010, les mascottes officielles de la compétition sont dévoilées au public, à Varsovie. Portant les couleurs des deux pays, elles sont assez semblables à celles de 2008, créées elles aussi par Warner Bros. Le lendemain, elles font leurs premières sorties dans un stade, avant le match amical de la Pologne contre la Côte d'Ivoire à Poznań, et celui de l'Ukraine contre la Suisse à Genève. Pas encore nommées, l'UEFA fait participer pour la seconde fois les internautes, qui ont le choix entre trois duos de noms, et peuvent voter jusqu'au 3 décembre. Le lendemain, à Kiev, l'instance européenne dévoile les résultats du vote, réalisé auprès de 39 233 personnes, et qui plébiscite le duo Slavek – Slavko,.

### Ballon

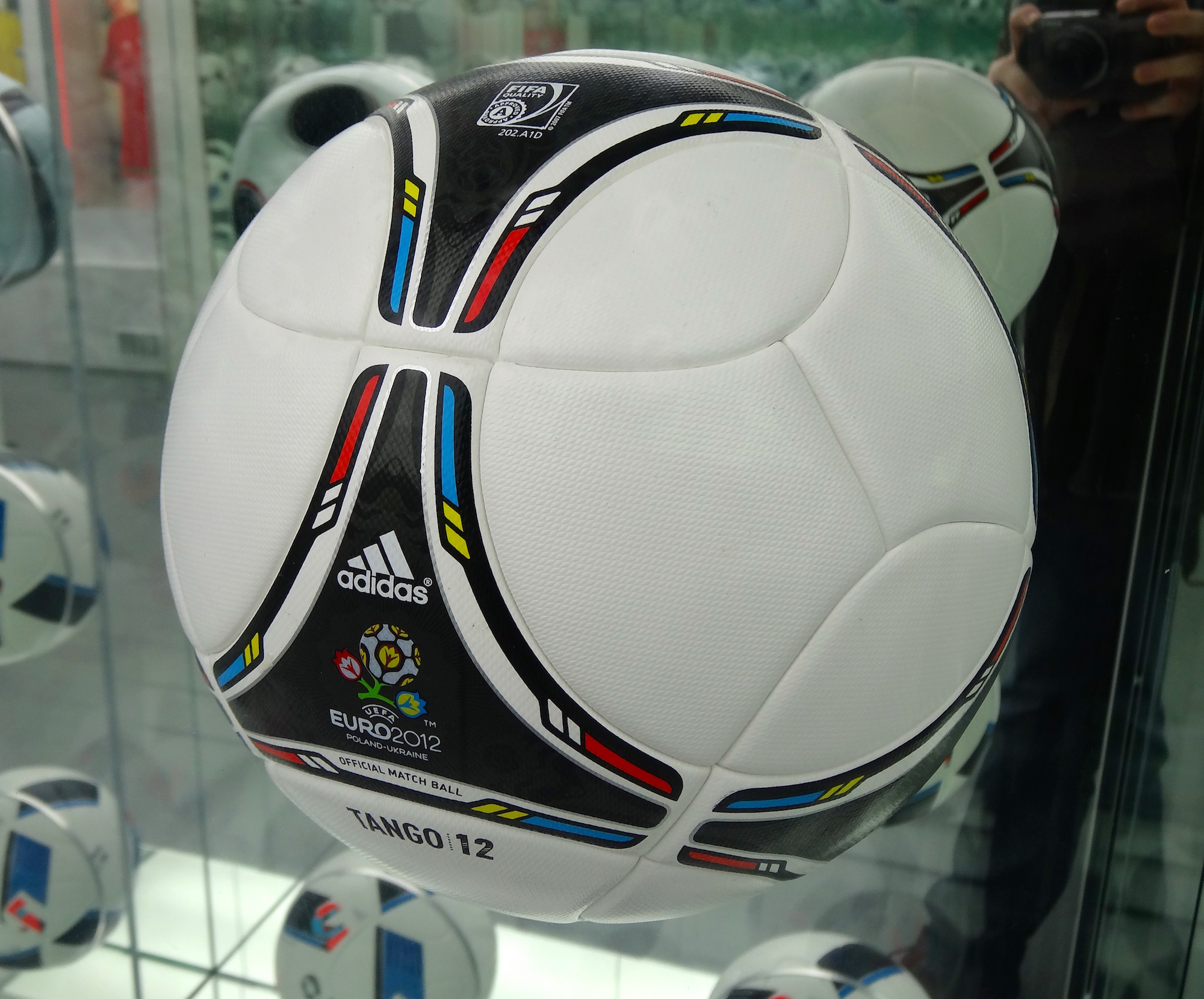
Tango 12, le ballon officiel de l'Euro 2012

Le ballon se nomme « Tango 12 » et est présenté à Kiev le 2 décembre 2011.

### Billetterie
Les billets pour l'Euro 2012 seront mis en vente pour le grand public pendant tout le mois de mars 2011. Les acheteurs auront le choix entre des billets individuels ou des billets groupés pour une série de matches, pour chacune des seize équipes participantes. De plus, certains billets seront réservés aux supporteurs déficients visuels ou en fauteuil roulant nécessitant un accompagnateur, ainsi qu'à la population des villes hôtes. Les tarifs s'échelonnent de trente à six cents euros, soit cinquante pour cent moins que lors de l'Euro 2008, les organisateurs ayant pris en compte le pouvoir d'achat local. À titre d'exemple, le billet le moins cher pour assister à la finale sera vendu cinquante euros. Tous les demandeurs ont des chances égales d'acquérir un billet quelle que soit la date de la demande, et un tirage au sort aura lieu s'il y a plus de demandes que de billets disponibles.
Trois types de billets sont disponibles :
- Billets individuels, pour un match spécifique ;
- Abonnements équipe, qui permet aux fans de suivre leur équipe pendant la phase de groupes ou la totalité du tournoi ;
- Abonnements site, qui permet aux fans d'assister à tous les matches disputés dans un stade spécifique pendant la phase de groupes ou la totalité du tournoi.

Cependant, dès la fin de l'année 2010, des billets et packs d'hospitalité illégaux sont mis sur le marché par plusieurs entreprises des deux pays hôtes, qui ne possèdent pourtant pas les fameux sésames et qui les proposent à des prix largement supérieurs à l'offre autorisée.

## Éliminatoires

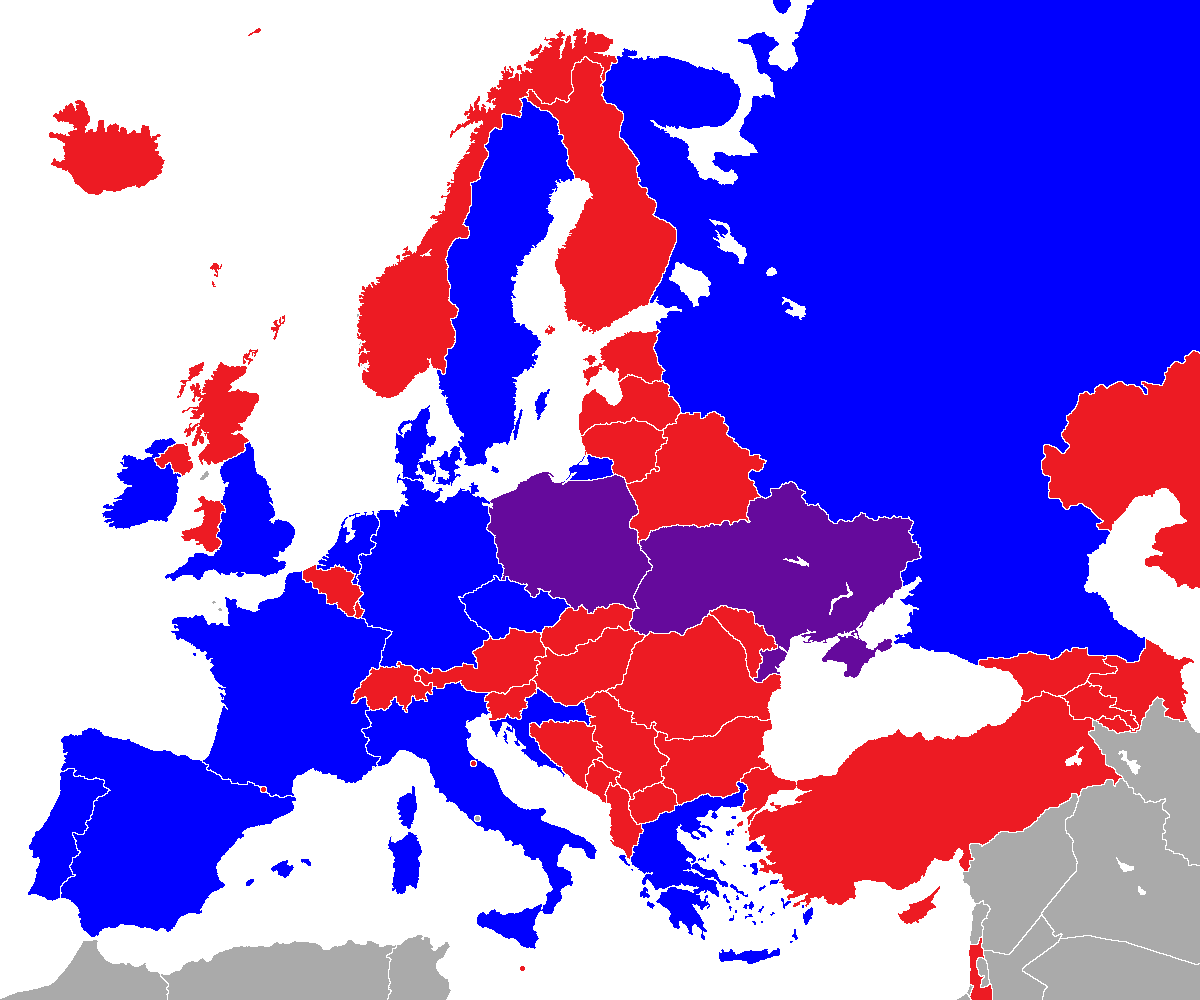
Pays hôtes : Pologne et Ukraine
Pays qualifié
Pays non qualifié
N'est pas un pays membre de l'UEFA

Le tirage au sort des groupes des éliminatoires de l'Euro 2012 a lieu le 7 février 2010 à Varsovie. Pour la première fois, les nouveaux coefficients UEFA sont utilisés pour déterminer la composition des neuf groupes (six et trois groupes de six et cinq équipes respectivement). Ce classement des nations est publié par l'UEFA à l'issue des qualifications et des barrages de la Coupe du monde 2010, et voit l'Espagne occuper la première place, devant l'Allemagne et les Pays-Bas. Les deux qualifiés d'office, l'Ukraine et la Pologne, occupent respectivement les dix-neuvième et vingt-troisième places. Ce classement est calculé avec les résultats des équipes lors des qualifications et phases finales de la Coupe du monde 2006 et de l'Euro 2008, ainsi qu'avec les résultats du tour préliminaire de la Coupe du monde 2010.
Ces éliminatoires débutent le 11 août 2010 et se terminent le 15 novembre 2011.
Le tirage au sort des matchs de barrage a lieu le 13 octobre 2011 à l'Hôtel Sheraton de Cracovie. La cérémonie du tirage — organisé pour la première fois en dehors de Nyon — est dirigée par le secrétaire général de l'UEFA Gianni Infantino et l'ancien attaquant international polonais Zbigniew Boniek, l'un des ambassadeurs du tournoi. Les huit équipes sont réparties dans deux chapeaux contenant respectivement quatre équipes têtes de série et quatre équipes non têtes de série, en fonction des coefficients des équipes nationales établis après la dernière journée des groupes.
Le tirage offre notamment à la Bosnie-Herzégovine l'occasion d'une revanche contre le Portugal qui l'avait éliminé en barrages qualificatifs pour la Coupe du monde 2010, et un choc entre la Croatie et la Turquie, dotées d'un bon coefficient. L'Estonie, le « petit poucet » qui n'a jamais pris part à la phase finale d'une grande compétition, affronte l'Irlande (barragiste pour la deuxième fois de suite également), tandis que le Monténégro joue la qualification contre la Tchéquie.

### Résultats par groupe de qualification
| Groupe A                                 | Groupe B                                    | Groupe C                                   | Groupe D                                | Groupe E                              | Groupe F                      | Groupe G                       | Groupe H               | Groupe I                      |
| ---------------------------------------- | ------------------------------------------- | ------------------------------------------ | --------------------------------------- | ------------------------------------- | ----------------------------- | ------------------------------ | ---------------------- | ----------------------------- |
| Allemagne                                | Russie                                      | Italie                                     | France                                  | Pays-Bas Suède                        | Grèce                         | Angleterre                     | Danemark               | Espagne                       |
|                                          | République d'Irlande                        |                                            |                                         |                                       | Croatie                       |                                | Portugal               | Tchéquie                      |
| Turquie                                  |                                             | Estonie                                    | Bosnie-Herzégovine                      |                                       |                               | Monténégro                     |                        |                               |
| Belgique Autriche Azerbaïdjan Kazakhstan | Arménie Slovaquie Macédoine du Nord Andorre | Serbie Slovénie Irlande du Nord Îles Féroé | Roumanie Biélorussie Albanie Luxembourg | Hongrie Finlande Moldavie Saint-Marin | Israël Lettonie Géorgie Malte | Suisse Pays de Galles Bulgarie | Norvège Islande Chypre | Écosse Lituanie Liechtenstein |

- Sélection directement qualifiée.
- Sélection qualifiée via les barrages.
- Sélection éliminée en barrages.
- Sélection directement éliminée.

## Acteurs de l'Euro

### Équipes qualifiées
| Pays                            | Date de qualification                            | Participations au tournoi final                                 | Meilleur résultat (en tournoi final uniquement) | Dernière participation (résultat obtenu) |
| ------------------------------- | ------------------------------------------------ | --------------------------------------------------------------- | ----------------------------------------------- | ---------------------------------------- |
| Pologne Co-organisateur         | Désignation le 18 avril 2007 (qualifié d'office) | +1, 2008                                                        | 1er tour 2008                                   | 2008 (1er tour)                          |
| Ukraine Co-organisateur         | Désignation le 18 avril 2007 (qualifié d'office) | +0, Première apparition (en tant que nation indépendante)       | -                                               | -                                        |
| Allemagne Groupe A - 1re place  | 2 septembre 2011                                 | +10, 1972, 1976, 1980, 1984, 1988, 1992, 1996, 2000, 2004, 2008 | Vainqueur (3) · 1972, 1980, 1996                | 2008 (Finaliste)                         |
| Espagne Groupe I - 1re place    | 6 septembre 2011                                 | +8, 1964, 1980, 1984, 1988, 1996, 2000, 2004, 2008              | Vainqueur (2) · 1964, 2008                      | 2008 (Vainqueur)                         |
| Italie Groupe C - 1re place     | 6 septembre 2011                                 | +7, 1968, 1980, 1988, 1996, 2000, 2004, 2008                    | Vainqueur (1) · 1968                            | 2008 (Quart de finaliste)                |
| Pays-Bas Groupe E - 1re place   | 6 septembre 2011                                 | +8, 1976, 1980, 1988, 1992, 1996, 2000, 2004, 2008              | Vainqueur (1) · 1988                            | 2008 (Quart de finaliste)                |
| Angleterre Groupe G - 1re place | 7 octobre 2011                                   | +7, 1968, 1980, 1988, 1992, 1996, 2000, 2004                    | Demi-finaliste (2) 1968 (3e ), 1996             | 2004 (Quart de finaliste)                |
| Danemark Groupe H - 1re place   | 11 octobre 2011                                  | +7, 1964, 1984, 1988, 1992, 1996, 2000, 2004                    | Vainqueur (1) · 1992                            | 2004 (Quart de finaliste)                |
| France Groupe D - 1re place     | 11 octobre 2011                                  | +7, 1960, 1984, 1992, 1996, 2000, 2004, 2008                    | Vainqueur (2) · 1984, 2000                      | 2008 (1er tour)                          |
| Grèce Groupe F - 1re place      | 11 octobre 2011                                  | +3, 1980, 2004, 2008                                            | Vainqueur (1) · 2004                            | 2008 (1er tour)                          |
| Russie Groupe B - 1re place     | 11 octobre 2011                                  | 3 1996, 2004, 2008                                              | Demi-finaliste (1) 2008                         | 2008 (Demi-finaliste)                    |
| Suède Groupe E - 2e place       | 11 octobre 2011                                  | +4, 1992, 2000, 2004, 2008                                      | Demi-finaliste (1) 1992                         | 2004 (Quart de finaliste)                |
| Croatie Barragiste              | 15 novembre 2011                                 | +3, 1996, 2004, 2008                                            | Quart de finaliste (2) 1996, 2008               | 2008 (Quart de finaliste)                |
| République d'Irlande Barragiste | 15 novembre 2011                                 | +1, 1988                                                        | Quart de finaliste (1) 1988 (1er tour)          | 1988 (1er tour)                          |
| Portugal Barragiste             | 15 novembre 2011                                 | +5, 1984, 1996, 2000, 2004, 2008                                | Finaliste (1) · 2004                            | 2008 (Quart de finaliste)                |
| Tchéquie Barragiste             | 15 novembre 2011                                 | 4 1996, 2000, 2004, 2008                                        | Finaliste (1) 1996                              | 2008 (1er tour)                          |

### Sélections
Chaque équipe emmène un groupe de 23 joueurs en Pologne et en Ukraine, ce qui fait un total de 368 footballeurs. Les sélectionneurs nationaux devaient communiquer la liste de leurs 23 joueurs à l'UEFA pour le 30 mai au plus tard. Passé cette date, un appelé ne peut être remplacé que pour blessure, jusqu'au début de la compétition. Passé le 8 juin, aucun remplacement n'est possible, même pour blessure.
Le plus jeune d'entre eux est le défenseur néerlandais Jetro Willems, 18 ans et 71 jours au début de la compétition. En étant titularisé d'entrée lors du match face au Danemark, il devient le plus jeune joueur à disputer un Euro, battant ainsi le record d'Enzo Scifo. Le plus âgé est le gardien grec Konstantínos Chalkiás, 38 ans au début de la compétition, il se blesse lors de la deuxième rencontre face à la Tchéquie. L'âge moyen des joueurs présents est de 27 ans. L'équipe la plus jeune est celle d'Allemagne avec 25 ans de moyenne d'âge, la Russie à l'inverse est l'équipe la plus âgée avec 28 ans et 8 mois de moyenne d'âge.
Le joueur le plus lourd est le défenseur irlandais Richard Dunne avec 95 kg. Les joueurs les plus légers sont les Italiens Sebastian Giovinco et Emanuele Giaccherini, l'Espagnol Jesús Navas, l'Irlandais Damien Duff et le Grec Ioannis Fetfatzidis avec 60 kg chacun. Côté taille, le joueur le plus grand est le gardien de but suédois Andreas Isaksson avec 1,99 m et le plus petit l'attaquant italien Sebastian Giovinco avec 1,64 m.
Trois joueurs rejoignent pendant la compétition le cercle des footballeurs à cent sélections en équipe nationale. Il s'agit de l'Irlandais Damien Duff, de l'Allemand Lukas Podolski et de l'Espagnol Xabi Alonso. Ces deux derniers marquent d'ailleurs à l'occasion de leur centième cape,.
Le club du Bayern Munich est celui qui compte le plus de joueurs sélectionnés pour l'Euro avec douze joueurs devant le Real Madrid avec onze joueurs. Suivent Liverpool avec neuf joueurs, Manchester City, le Borussia Dortmund, le FC Barcelone, le Zénith Saint-Pétersbourg et le Chakhtar Donetsk avec huit joueurs et Arsenal, Chelsea, Manchester United, la Juventus et le CSKA Moscou avec sept joueurs. Au niveau des championnats, c'est le championnat anglais qui est le plus représenté avec 79 joueurs qui en sont issus, devant les championnats allemand avec 48 joueurs, espagnol avec 33 joueurs, italien avec 31 joueurs, russe avec 29 joueurs, ukrainien avec 27 joueurs et français avec 25 joueurs.
La sélection irlandaise est la seule équipe ne comportant aucun joueur évoluant dans son championnat national, à l'inverse la sélection anglaise est exclusivement composée de joueur évoluant dans leur pays. La Suède est l'équipe dont les joueurs sont le plus dispersés puisqu'ils évoluent dans treize championnats différents. Seulement deux joueurs sélectionnés n'évoluent pas dans un championnat européen, il s'agit de l'attaquant irlandais Robbie Keane du Los Angeles Galaxy et de l'ailier suédois Christian Wilhelmsson de l'Al Ahli SC.

### Camps de base

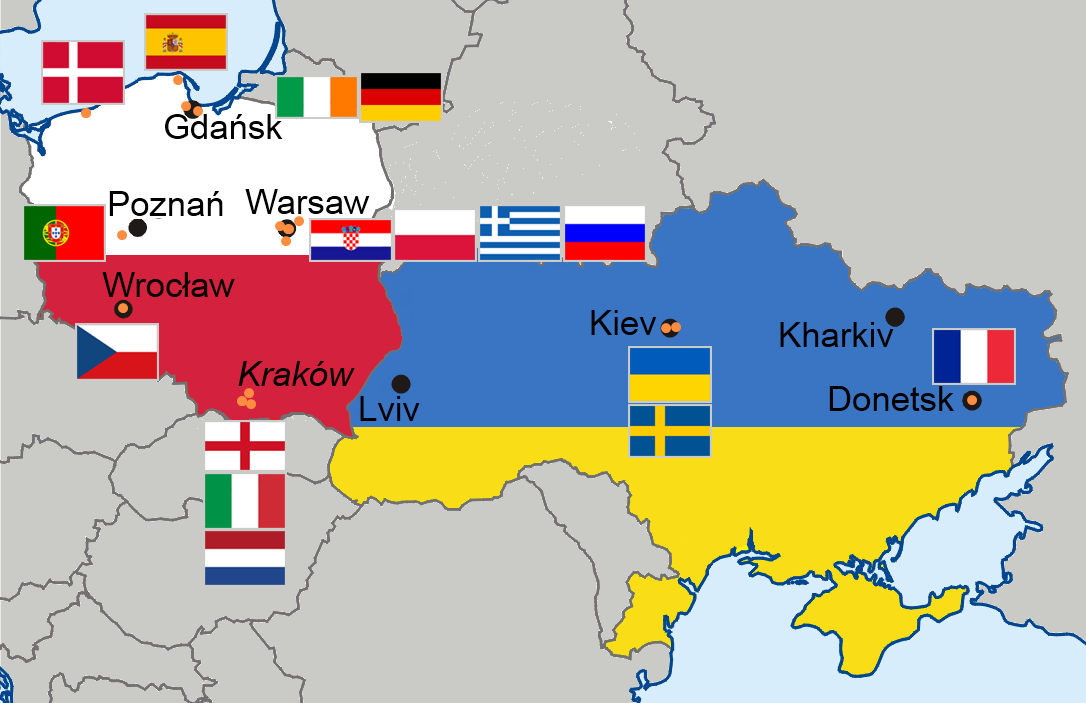
Localisation des villes organisatrices et centres d'hébergement

| Équipe     | Camp de base |
| ---------- | ------------ |
| Allemagne  | Gdańsk       |
| Angleterre | Wrocław      |
| Croatie    | Varsovie     |
| Danemark   | Gdańsk       |
| Espagne    | Gdańsk       |
| France     | Donetsk      |
| Grèce      | Varsovie     |
| Irlande    | Gdańsk       |
| Italie     | Wrocław      |
| Pays-Bas   | Wrocław      |
| Pologne    | Varsovie     |
| Portugal   | Poznań       |
| Tchéquie   | Wrocław      |
| Russie     | Varsovie     |
| Suède      | Kiev         |
| Ukraine    | Kiev         |

### Arbitres

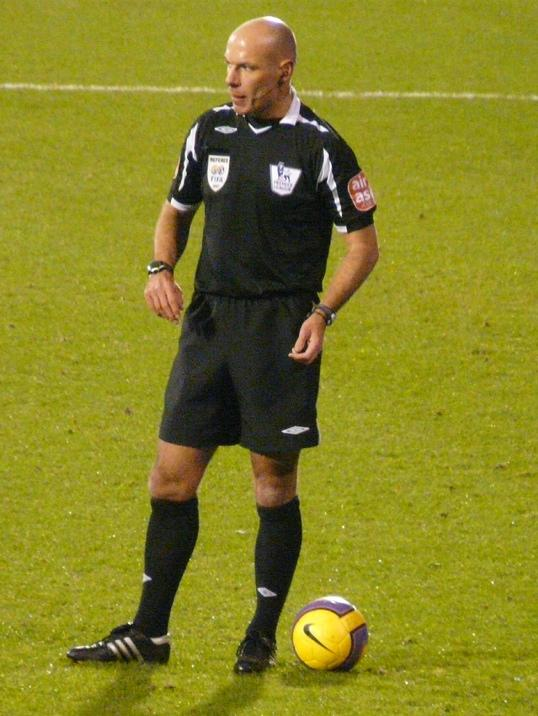
Howard Webb, arbitre de la dernière finale de Coupe du monde.

Le 20 décembre 2011, l'UEFA désigne les douze arbitres qui vont officier lors du championnat d'Europe 2012 (les arbitres assistants sont désignés ultérieurement).
- Howard Webb
- Stéphane Lannoy
- Wolfgang Stark
- Viktor Kassai
- Nicola Rizzoli
- Bjorn Kuipers
- Pedro Proença
- Craig Thomson
- Damir Skomina
- Carlos Velasco Carballo
- Jonas Eriksson
- Cüneyt Çakır

Les quatre arbitres suivants ne sont que quatrièmes arbitres lors du tournoi.
- Pavel Královec
- Tom Harald Hagen
- Marcin Borski
- Viktor Chvetsov

En continuité avec les essais réalisés en Ligue des champions et en Ligue Europa, deux arbitres supplémentaires sont placés sur la ligne de but, pour la première fois dans l'histoire de l'Euro et avec l'accord de l'International Football Association Board, l'instance qui détermine et fait évoluer les règles du football.

### Calendrier des rencontres
| Dates            | Dates            | 8    | 9    | 10   | 11   | 12   | 13   | 14   | 15   | 16   | 17   | 18   | 19   | 20   | 21   | 22   | 23   | 24   | 25   | 26   | 27   | 28   | 29   | 30   | 1er     |
| Dates            | Dates            | juin | juin | juin | juin | juin | juin | juin | juin | juin | juin | juin | juin | juin | juin | juin | juin | juin | juin | juin | juin | juin | juin | juin | juillet |
| ---------------- | ---------------- | ---- | ---- | ---- | ---- | ---- | ---- | ---- | ---- | ---- | ---- | ---- | ---- | ---- | ---- | ---- | ---- | ---- | ---- | ---- | ---- | ---- | ---- | ---- | ------- |
| Poule A          | Poule A          | 2    |      |      |      | 2    |      |      |      | 2    |      |      |      |      |      |      |      |      |      |      |      |      |      |      |         |
| Poule B          | Poule B          |      | 2    |      |      |      | 2    |      |      |      | 2    |      |      |      |      |      |      |      |      |      |      |      |      |      |         |
| Poule C          | Poule C          |      |      | 2    |      |      |      | 2    |      |      |      | 2    |      |      |      |      |      |      |      |      |      |      |      |      |         |
| Poule D          | Poule D          |      |      |      | 2    |      |      |      | 2    |      |      |      | 2    |      |      |      |      |      |      |      |      |      |      |      |         |
| Quarts de finale | Quarts de finale |      |      |      |      |      |      |      |      |      |      |      |      |      | 1    | 1    | 1    | 1    |      |      |      |      |      |      |         |
| Demi-finales     | Demi-finales     |      |      |      |      |      |      |      |      |      |      |      |      |      |      |      |      |      |      |      | 1    | 1    |      |      |         |
| Finale           | Finale           |      |      |      |      |      |      |      |      |      |      |      |      |      |      |      |      |      |      |      |      |      |      |      | 1       |

- Nombre de matchs disputés par journée

## Phase de groupes (1ertour)

### Tirage au sort
Le tirage au sort des groupes du tournoi final a eu lieu le 2 décembre 2011 au Palais « Ukraine » de Kiev. Comme ce fut le cas lors des éditions 2004 et 2008, les seize finalistes ont été répartis dans quatre pots, classés selon leur coefficient UEFA, et chacun des quatre groupes est composé d'une équipe de chaque pot. Trois équipes sont automatiquement placés dans le pot 1 : la Pologne, l'Ukraine (qui sont les coorganisateurs) ainsi que l'Espagne (tenant du titre). La dernière équipe étant les Pays-Bas qui est l'équipe restante qui possède le plus haut coefficient UEFA.
Le tirage au sort débute par le pot 1 puis le pot 4, le pot 3 et le pot 2. À chaque équipe tirée des pots 2, 3 et 4, un deuxième tirage a lieu afin de savoir la place de chaque équipe dans la poule, utilisée pour déterminer l'ordre des rencontres (exemple : A2, A3 et A4). Par exemple, l'équipe A2 affronte en premier l'équipe tête de série, l'équipe A3 l'affronte en deuxième et pour finir la tête de série affronte l'équipe A4.
La Pologne et l'Ukraine pour des raisons logistiques sont placés respectivement dans le groupe A et dans le groupe D. Le tirage au sort est effectué par quatre anciens joueurs vainqueur de la compétition : l'allemand Horst Hrubesch (vainqueur en 1980), le néerlandais Marco van Basten (1988), le danois Peter Schmeichel (1992) et le français Zinédine Zidane (2000).
Légende :

PO : Pays organisateur

T : Tenant du titre

### Répartition des équipes avant le tirage au sort
| Équipe     | Coeff  |
| ---------- | ------ |
| Ukraine PO | 28,029 |
| Pologne PO | 23,806 |
| Espagne T  | 43,116 |
| Pays-Bas   | 40,860 |

| Équipe     | Coeff  |
| ---------- | ------ |
| Allemagne  | 40,446 |
| Italie     | 34,357 |
| Angleterre | 33,563 |
| Russie     | 33,212 |

| Équipe   | Coeff  |
| -------- | ------ |
| Croatie  | 33,003 |
| Grèce    | 32,455 |
| Portugal | 31,717 |
| Suède    | 31,675 |

| Équipe               | Coeff  |
| -------------------- | ------ |
| Danemark             | 31,205 |
| France               | 30,508 |
| Tchéquie             | 29,602 |
| République d'Irlande | 28,576 |

#### Groupes
| Équipe   | Classement | Classement |
| Équipe   | déc.       | juin       |
| -------- | ---------- | ---------- |
| Pologne  | 66         | 62         |
| Grèce    | 14         | 15         |
| Russie   | 12         | 13         |
| Tchéquie | 33         | 27         |

| Équipe    | Classement | Classement |
| Équipe    | déc.       | juin       |
| --------- | ---------- | ---------- |
| Pays-Bas  | 2          | 4          |
| Danemark  | 11         | 9          |
| Allemagne | 3          | 3          |
| Portugal  | 7          | 10         |

| Équipe               | Classement | Classement |
| Équipe               | déc.       | juin       |
| -------------------- | ---------- | ---------- |
| Espagne              | 1          | 1          |
| Italie               | 9          | 12         |
| République d'Irlande | 21         | 18         |
| Croatie              | 8          | 8          |

| Équipe     | Classement | Classement |
| Équipe     | déc.       | juin       |
| ---------- | ---------- | ---------- |
| Ukraine    | 55         | 52         |
| Suède      | 18         | 17         |
| France     | 15         | 14         |
| Angleterre | 5          | 6          |

Indication des classements mondiaux FIFA au moment du tirage au sort (décembre) et au début de la compétition (juin)

### Départage
Les critères de classement et de départage définis par l'UEFA en cas d'égalité sont quasiment similaires à ceux de l'Euro 2004 et Euro 2008 (seul un amendement a été ajouté) :
1. Plus grand nombre de points obtenus dans les matchs disputés entre les équipes à égalité ;
2. Meilleure différence de buts dans les matchs disputés entre les équipes à égalité ;
3. Plus grand nombre de buts marqués lors des matchs disputés entre les équipes à égalité.
4. Si, après l'application des trois premiers critères à plusieurs équipes, seule une partie des équipes sont encore à égalité, on reprend les critères ci-dessus pour les équipes concernées par cette nouvelle égalité. Si, après l'application des trois premiers critères, toutes les équipes sont encore à égalité, les critères suivants s’appliquent[c],[75] :
5. Meilleure différence de buts dans tous les matchs du groupe ;
6. Plus grand nombre de buts marqués dans tous les matchs du groupe ;
7. Cas particulier : si deux équipes qui ne peuvent être départagées par les critères précédents se rencontrent lors de la dernière journée et qu'elles font match nul (et à condition qu'aucune autre équipe du groupe ne se trouve dans le même type d'égalité) alors qu'une place qualificative est en jeu, elles sont départagées par une séance de tirs au but.
8. Position dans le classement par coefficient des équipes nationales masculines de l’UEFA;
9. Plus petit nombre de points disciplinaires dans tous les matchs du groupe (deux cartons jaunes ou un carton rouge direct = -3 pts, carton jaune = -1 pt);
10. Tirage au sort.

### Groupe A

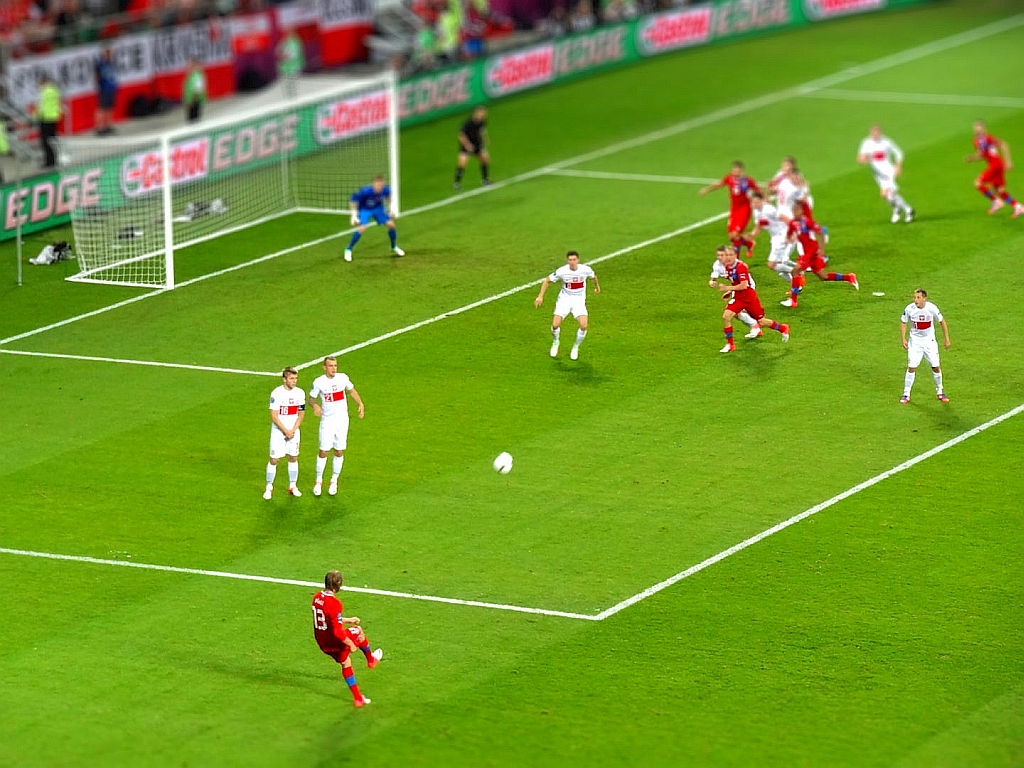
Coup franc tiré par Jaroslav Plašil lors de Pologne-Tchéquie.

| Rang | Équipe   | Pts | J | G | N | P | Bp | Bc | Diff |
| ---- | -------- | --- | - | - | - | - | -- | -- | ---- |
| 1    | Tchéquie | 6   | 3 | 2 | 0 | 1 | 4  | 5  | -1   |
| 2    | Grèce    | 4   | 3 | 1 | 1 | 1 | 3  | 3  | 0    |
| 3    | Russie   | 4   | 3 | 1 | 1 | 1 | 5  | 3  | +2   |
| 4    | Pologne  | 2   | 3 | 0 | 2 | 1 | 2  | 3  | -1   |

     Équipe qualifiée
1. 1 2  La Grèce devance la Russie au nombre de points obtenus dans les matchs entre équipes concernées (critère de départage n°1 : Grèce 1-0 Russie ; Grèce 3 pts, Russie 0 pt).

#### 1rejournée
| Match d'ouverture                                   | Pologne         | 1 - 1   | Grèce           | Stade national de Varsovie, Varsovie                     |                                                          |
| 8 juin 2012 · 18:00 HEC · Historique des rencontres | Lewandowski 17e | (1 - 0) | 51e Salpingídis | Spectateurs : 56 070 Arbitrage : Carlos Velasco Carballo | Spectateurs : 56 070 Arbitrage : Carlos Velasco Carballo |
| 8 juin 2012 · 18:00 HEC · Historique des rencontres | Rapport         |         |                 | Spectateurs : 56 070 Arbitrage : Carlos Velasco Carballo | Spectateurs : 56 070 Arbitrage : Carlos Velasco Carballo |

| 8 juin 2012                           | Russie                                               | 4 - 1   | Tchéquie  | Stade municipal de Wrocław, Wrocław          |                                              |
| 20:45 HEC · Historique des rencontres | Dzagoïev 15e 79e · Chirokov 24e · Pavlioutchenko 82e | (2 - 0) | 52e Pilař | Spectateurs : 40 803 Arbitrage : Howard Webb | Spectateurs : 40 803 Arbitrage : Howard Webb |
| 20:45 HEC · Historique des rencontres | Rapport                                              |         |           | Spectateurs : 40 803 Arbitrage : Howard Webb | Spectateurs : 40 803 Arbitrage : Howard Webb |

#### 2ejournée
| 12 juin 2012                          | Grèce     | 1 - 2   | Tchéquie              | Stade municipal de Wrocław, Wrocław              |                                                  |
| 18:00 HEC · Historique des rencontres | Gekas 53e | (0 - 2) | 3e Jiráček · 6e Pilař | Spectateurs : 41 105 Arbitrage : Stéphane Lannoy | Spectateurs : 41 105 Arbitrage : Stéphane Lannoy |
| 18:00 HEC · Historique des rencontres | Rapport   |         |                       | Spectateurs : 41 105 Arbitrage : Stéphane Lannoy | Spectateurs : 41 105 Arbitrage : Stéphane Lannoy |

| 12 juin 2012                          | Pologne            | 1 - 1   | Russie       | Stade national de Varsovie, Varsovie            |                                                 |
| 20:45 HEC · Historique des rencontres | Błaszczykowski 57e | (0 - 1) | 37e Dzagoïev | Spectateurs : 55 920 Arbitrage : Wolfgang Stark | Spectateurs : 55 920 Arbitrage : Wolfgang Stark |
| 20:45 HEC · Historique des rencontres | Rapport            |         |              | Spectateurs : 55 920 Arbitrage : Wolfgang Stark | Spectateurs : 55 920 Arbitrage : Wolfgang Stark |

#### 3ejournée
| 16 juin 2012                          | Tchéquie    | 1 - 0   | Pologne | Stade municipal de Wrocław, Wrocław            |                                                |
| 20:45 HEC · Historique des rencontres | Jiráček 72e | (0 - 0) |         | Spectateurs : 41 480 Arbitrage : Craig Thomson | Spectateurs : 41 480 Arbitrage : Craig Thomson |
| 20:45 HEC · Historique des rencontres | Rapport     |         |         | Spectateurs : 41 480 Arbitrage : Craig Thomson | Spectateurs : 41 480 Arbitrage : Craig Thomson |

| 16 juin 2012                          | Grèce            | 1 - 0   | Russie | Stade national de Varsovie, Varsovie            |                                                 |
| 20:45 HEC · Historique des rencontres | Karagoúnis 45+2e | (1 - 0) |        | Spectateurs : 55 614 Arbitrage : Jonas Eriksson | Spectateurs : 55 614 Arbitrage : Jonas Eriksson |
| 20:45 HEC · Historique des rencontres | Rapport          |         |        | Spectateurs : 55 614 Arbitrage : Jonas Eriksson | Spectateurs : 55 614 Arbitrage : Jonas Eriksson |

En match d'ouverture du championnat, la Pologne, pourtant en tête et en supériorité numérique à la pause, concède le nul à la Grèce. Dans l'autre rencontre, le favori du groupe, la Russie, bat très facilement la Tchéquie. Quatre jours plus tard, le classement se rééquilibre avec la victoire des Tchèques sur la Grèce et le match nul entre Polonais et Russes. Lors de la troisième journée, les quatre équipes peuvent se qualifier en gagnant leur match, ce que font la Tchéquie, qui élimine l'un des pays hôtes, et plus surprenant la Grèce qui élimine la Russie, pourtant considérée comme l'une des outsiders de cette compétition.
C'est la première fois dans l'histoire de l'Euro qu'une équipe termine première de son groupe avec une différence de but négative. En Coupe du monde, ce fait s'était déjà produit avec le Cameroun, en 1990, et là encore la Russie (alors URSS) était impliquée.

### Groupe B
| Rang | Équipe    | Pts | J | G | N | P | Bp | Bc | Diff |
| ---- | --------- | --- | - | - | - | - | -- | -- | ---- |
| 1    | Allemagne | 9   | 3 | 3 | 0 | 0 | 5  | 2  | +3   |
| 2    | Portugal  | 6   | 3 | 2 | 0 | 1 | 5  | 4  | +1   |
| 3    | Danemark  | 3   | 3 | 1 | 0 | 2 | 4  | 5  | -1   |
| 4    | Pays-Bas  | 0   | 3 | 0 | 0 | 3 | 2  | 5  | -3   |

     Équipe qualifiée
|                                                            | 1re journée 9 juin 2012 |           |       |           |                                   |
|                                                            |                         | Pays-Bas  | 0 – 1 | Danemark  | Stade Metalist, Kharkiv (18 h)    |
|                                                            |                         | Allemagne | 1 – 0 | Portugal  | Arena Lviv, Lviv (20 h 45)        |
|                                                            | 2e journée 13 juin 2012 |           |       |           |                                   |
|                                                            |                         | Danemark  | 2 – 3 | Portugal  | Arena Lviv, Lviv (18 h)           |
|                                                            |                         | Pays-Bas  | 1 – 2 | Allemagne | Stade Metalist, Kharkiv (20 h 45) |
|                                                            | 3e journée 17 juin 2012 |           |       |           |                                   |
|                                                            |                         | Portugal  | 2 – 1 | Pays-Bas  | Stade Metalist, Kharkiv (20 h 45) |
|                                                            |                         | Danemark  | 1 – 2 | Allemagne | Arena Lviv, Lviv (20 h 45)        |
| Cliquez sur un résultat pour accéder à la feuille de match |                         |           |       |           |                                   |

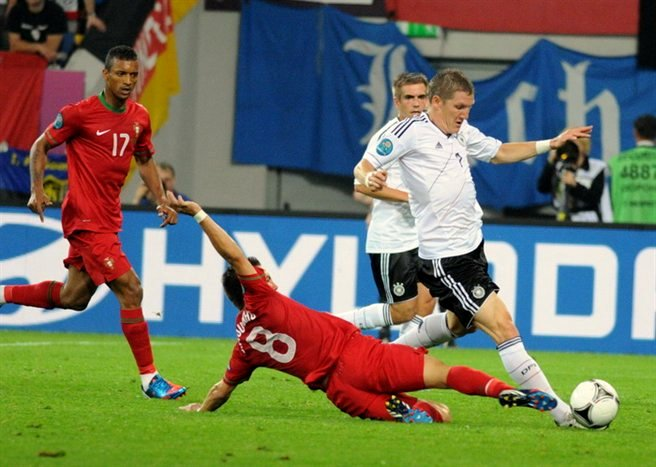
Tacle de Moutinho sur Schweinsteiger lors d'Allemagne - Portugal.

Avant le début de la compétition, ce groupe est considéré par les médias comme le « groupe de la mort », tant sur le papier que les résultats des dernières années. Il regroupe trois anciens champions d'Europe (Allemagne, Pays-Bas, Danemark) et un ancien finaliste, le Portugal. Les 4 équipes sont classés dans le top 10 du classement FIFA au début de la compétition, ce qui est assez rare même pour un championnat d'Europe.
Lors du premier match, les Danois battent, à la surprise de tous, le finaliste de la Coupe du monde 2010, les Pays-Bas. Dans l'autre rencontre, l'Allemagne bat dans la douleur un Portugal assez malchanceux. Lors de la deuxième journée, une victoire des Danois et des Allemands peut sceller l'avenir des deux autres nations. Tandis que l'Allemagne vainc sans souci les Pays-Bas, le Portugal se sort d'une situation compliquée face au Danemark, qui était revenu à égalité à dix minutes de la fin du match et aurait même pu prendre l'avantage. Durant la troisième journée, Allemands et Portugais se qualifient grâce à une victoire deux à un sur les Danois et les Néerlandais.
Les Pays-Bas, qui perdent tous leur matchs, réalisent la même contre-performance (élimination au premier tour) que les finalistes des Coupes du monde 1994, 2002 et 2006 (Italie, Allemagne et France) lors des Euros qui suivirent.

### Groupe C

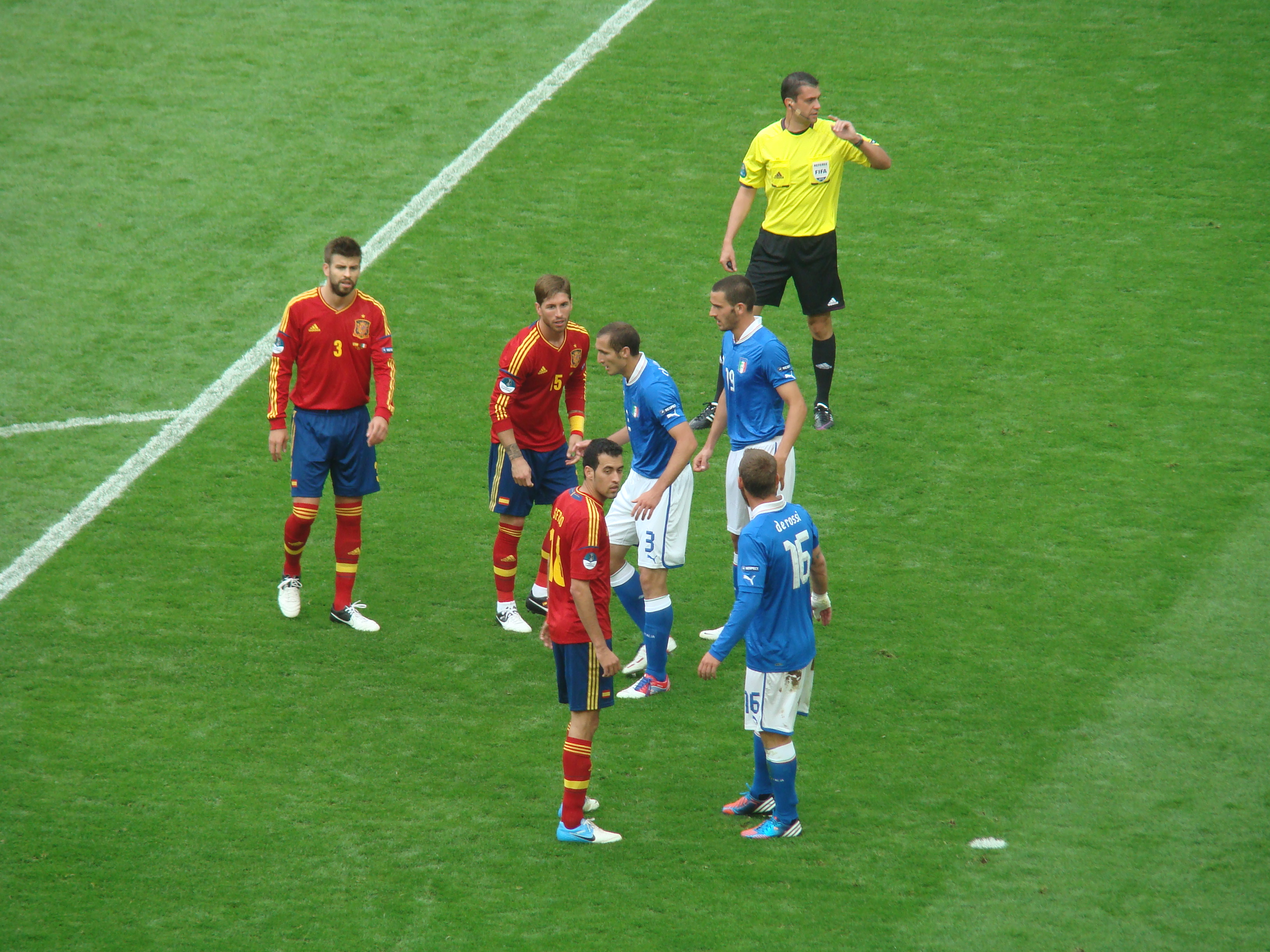
Corner pendant le match Espagne - Italie.

Dans le premier choc de ce championnat, Espagnols et Italiens se quittent sur un score de parité, alors que ces derniers ont eu le plus d'occasions de buts. Dans l'autre rencontre, la Croatie bat aisément l'Irlande. Lors de la deuxième journée, l'Italie cède le nul aux Croates dans un match où chaque équipe a dominé l'autre l'espace de quarante-cinq minutes, et l'Irlande peine à exister face aux champions du monde et d'Europe en titre (victoire quatre buts à zéro de l'Espagne). Lors de la dernière journée décisive, l'Irlande, déjà éliminée, s'incline deux buts à zéro face à l'Italie, dépendante du résultat de l'autre rencontre. Alors qu'au final, un nul suffit aux Croates et aux Espagnols pour se qualifier, les Ibériques battent dans la douleur des Croates qui se sont créés les plus belles actions du match.
| Rang | Équipe  | Pts | J | G | N | P | Bp | Bc | Diff |
| ---- | ------- | --- | - | - | - | - | -- | -- | ---- |
| 1    | Espagne | 7   | 3 | 2 | 1 | 0 | 6  | 1  | +5   |
| 2    | Italie  | 5   | 3 | 1 | 2 | 0 | 4  | 2  | +2   |
| 3    | Croatie | 4   | 3 | 1 | 1 | 1 | 4  | 3  | +1   |
| 4    | Irlande | 0   | 3 | 0 | 0 | 3 | 1  | 9  | -8   |

     Équipe qualifiée
|                                                            | 1re journée 10 juin 2012 |         |       |         |                                   |
|                                                            |                          | Espagne | 1 – 1 | Italie  | PGE Arena, Gdańsk (18 h)          |
|                                                            |                          | Irlande | 1 – 3 | Croatie | Stade municipal, Poznań (20 h 45) |
|                                                            | 2e journée 14 juin 2012  |         |       |         |                                   |
|                                                            |                          | Italie  | 1 – 1 | Croatie | Stade municipal, Poznań (18 h)    |
|                                                            |                          | Espagne | 4 – 0 | Irlande | PGE Arena, Gdańsk (20 h 45)       |
|                                                            | 3e journée 18 juin 2012  |         |       |         |                                   |
|                                                            |                          | Croatie | 0 – 1 | Espagne | PGE Arena, Gdańsk (20 h 45)       |
|                                                            |                          | Italie  | 2 – 0 | Irlande | Stade municipal, Poznań (20 h 45) |
| Cliquez sur un résultat pour accéder à la feuille de match |                          |         |       |         |                                   |

### Groupe D

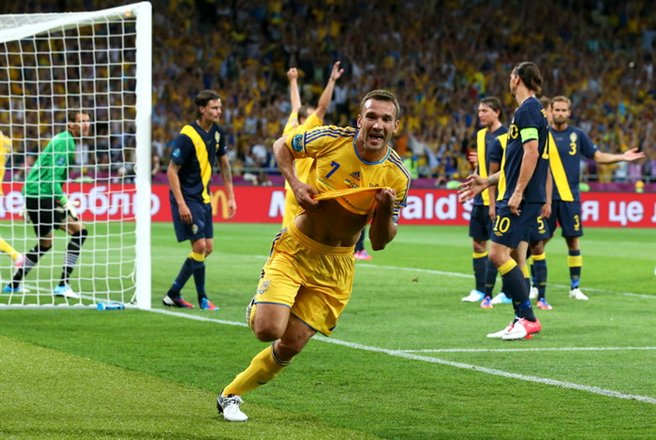
Andri Chevtchenko célébrant son but contre la Suède.

Tandis que les favoris anglais et français se neutralisent un partout, le pays hôte bat une Suède contre-attaquante grâce à son capitaine Andri Chevtchenko, héros du match. Pouvant se qualifier dès leur deuxième rencontre, les Ukrainiens s'inclinent face à la France lors d'une partie interrompue environ une heure par un orage, alors que l'Angleterre bat difficilement et élimine les Suédois. Lors du dernier match, voulant terminer la tête haute, la Suède assomme une France fébrile. Dans le même temps, les hommes de Roy Hodgson battent de justesse des Ukrainiens dominateurs mais nerveux dans le dernier geste.
Tout comme la Pologne, l'Ukraine se fait éliminer de « son Euro » au premier tour. Après sa défaite contre la Suède, la série d'invincibilité de la France, effective depuis le deuxième match de qualification à cet Euro, prend fin.
| Rang | Équipe     | Pts | J | G | N | P | Bp | Bc | Diff |
| ---- | ---------- | --- | - | - | - | - | -- | -- | ---- |
| 1    | Angleterre | 7   | 3 | 2 | 1 | 0 | 5  | 3  | +2   |
| 2    | France     | 4   | 3 | 1 | 1 | 1 | 3  | 3  | 0    |
| 3    | Ukraine    | 3   | 3 | 1 | 0 | 2 | 2  | 4  | -2   |
| 4    | Suède      | 3   | 3 | 1 | 0 | 2 | 5  | 5  | 0    |

     Équipe qualifiée
|                                                            | 1re journée 11 juin 2012 |            |       |            |                                  |
|                                                            |                          | France     | 1 – 1 | Angleterre | Donbass Arena, Donetsk (18 h)    |
|                                                            |                          | Ukraine    | 2 – 1 | Suède      | Stade olympique, Kiev (20 h 45)  |
|                                                            | 2e journée 15 juin 2012  |            |       |            |                                  |
|                                                            |                          | Ukraine    | 0 – 2 | France     | Donbass Arena, Donetsk (18 h)    |
|                                                            |                          | Suède      | 2 – 3 | Angleterre | Stade olympique, Kiev (21 h)     |
|                                                            | 3e journée 19 juin 2012  |            |       |            |                                  |
|                                                            |                          | Angleterre | 1 – 0 | Ukraine    | Donbass Arena, Donetsk (20 h 45) |
|                                                            |                          | Suède      | 2 – 0 | France     | Stade olympique, Kiev (20 h 45)  |
| Cliquez sur un résultat pour accéder à la feuille de match |                          |            |       |            |                                  |

## Phase à élimination directe
|  | Quarts de finale               | Quarts de finale               | Quarts de finale               | Quarts de finale               |           |           | Demi-finales                  | Demi-finales                  | Demi-finales                  | Demi-finales                  |  |  | Finale                         | Finale                         | Finale                         | Finale                         |
|  |                                |                                |                                |                                |           |           |                               |                               |                               |                               |  |  |                                |                                |                                |                                |
|  | 21 juin 2012 20 h 45, Varsovie | 21 juin 2012 20 h 45, Varsovie | 21 juin 2012 20 h 45, Varsovie | 21 juin 2012 20 h 45, Varsovie |           |           | 27 juin 2012 20 h 45, Donetsk | 27 juin 2012 20 h 45, Donetsk | 27 juin 2012 20 h 45, Donetsk | 27 juin 2012 20 h 45, Donetsk |  |  | 1er juillet 2012 20 h 45, Kiev | 1er juillet 2012 20 h 45, Kiev | 1er juillet 2012 20 h 45, Kiev | 1er juillet 2012 20 h 45, Kiev |
|  | 21 juin 2012 20 h 45, Varsovie | 21 juin 2012 20 h 45, Varsovie | 21 juin 2012 20 h 45, Varsovie | 21 juin 2012 20 h 45, Varsovie |           |           | 27 juin 2012 20 h 45, Donetsk | 27 juin 2012 20 h 45, Donetsk | 27 juin 2012 20 h 45, Donetsk | 27 juin 2012 20 h 45, Donetsk |  |  | 1er juillet 2012 20 h 45, Kiev | 1er juillet 2012 20 h 45, Kiev | 1er juillet 2012 20 h 45, Kiev | 1er juillet 2012 20 h 45, Kiev |
|  | 1er A                          | Tchéquie                       | 0                              | 0                              |           |           | 27 juin 2012 20 h 45, Donetsk | 27 juin 2012 20 h 45, Donetsk | 27 juin 2012 20 h 45, Donetsk | 27 juin 2012 20 h 45, Donetsk |  |  | 1er juillet 2012 20 h 45, Kiev | 1er juillet 2012 20 h 45, Kiev | 1er juillet 2012 20 h 45, Kiev | 1er juillet 2012 20 h 45, Kiev |
|  | 1er A                          | Tchéquie                       | 0                              | 0                              |           |           | 27 juin 2012 20 h 45, Donetsk | 27 juin 2012 20 h 45, Donetsk | 27 juin 2012 20 h 45, Donetsk | 27 juin 2012 20 h 45, Donetsk |  |  | 1er juillet 2012 20 h 45, Kiev | 1er juillet 2012 20 h 45, Kiev | 1er juillet 2012 20 h 45, Kiev | 1er juillet 2012 20 h 45, Kiev |
|  | 2e B                           | Portugal                       | 1                              | 1                              |           |           | 27 juin 2012 20 h 45, Donetsk | 27 juin 2012 20 h 45, Donetsk | 27 juin 2012 20 h 45, Donetsk | 27 juin 2012 20 h 45, Donetsk |  |  | 1er juillet 2012 20 h 45, Kiev | 1er juillet 2012 20 h 45, Kiev | 1er juillet 2012 20 h 45, Kiev | 1er juillet 2012 20 h 45, Kiev |
|  | 2e B                           | Portugal                       | 1                              | 1                              | Portugal  | Portugal  | 0ap (2)                       | 0ap (2)                       |                               |                               |  |  | 1er juillet 2012 20 h 45, Kiev | 1er juillet 2012 20 h 45, Kiev | 1er juillet 2012 20 h 45, Kiev | 1er juillet 2012 20 h 45, Kiev |
|  | 23 juin 2012 20 h 45, Donetsk  |                                |                                |                                | Portugal  | Portugal  | 0ap (2)                       | 0ap (2)                       |                               |                               |  |  | 1er juillet 2012 20 h 45, Kiev | 1er juillet 2012 20 h 45, Kiev | 1er juillet 2012 20 h 45, Kiev | 1er juillet 2012 20 h 45, Kiev |
|  |                                |                                | Espagne                        | Espagne                        | 0 tab(4)  | 0 tab(4)  |                               |                               |                               |                               |  |  | 1er juillet 2012 20 h 45, Kiev | 1er juillet 2012 20 h 45, Kiev | 1er juillet 2012 20 h 45, Kiev | 1er juillet 2012 20 h 45, Kiev |
|  | 1er C                          | Espagne                        | Espagne                        | Espagne                        | 0 tab(4)  | 0 tab(4)  | 2                             | 2                             |                               |                               |  |  | 1er juillet 2012 20 h 45, Kiev | 1er juillet 2012 20 h 45, Kiev | 1er juillet 2012 20 h 45, Kiev | 1er juillet 2012 20 h 45, Kiev |
|  | 1er C                          | Espagne                        | 28 juin 2012 20 h 45, Varsovie |                                |           |           | 2                             | 2                             |                               |                               |  |  | 1er juillet 2012 20 h 45, Kiev | 1er juillet 2012 20 h 45, Kiev | 1er juillet 2012 20 h 45, Kiev | 1er juillet 2012 20 h 45, Kiev |
|  | 2e D                           | France                         | 0                              | 0                              |           |           |                               |                               |                               |                               |  |  | 1er juillet 2012 20 h 45, Kiev | 1er juillet 2012 20 h 45, Kiev | 1er juillet 2012 20 h 45, Kiev | 1er juillet 2012 20 h 45, Kiev |
|  | 2e D                           | France                         | 0                              | 0                              | Espagne   | Espagne   | 4                             | 4                             |                               |                               |  |  |                                |                                |                                |                                |
|  | 22 juin 2012 20 h 45, Gdańsk   |                                |                                |                                | Espagne   | Espagne   | 4                             | 4                             |                               |                               |  |  |                                |                                |                                |                                |
|  |                                |                                | Italie                         | Italie                         | 0         | 0         |                               |                               |                               |                               |  |  |                                |                                |                                |                                |
|  | 1er B                          | Allemagne                      | Italie                         | Italie                         | 0         | 0         | 4                             | 4                             |                               |                               |  |  |                                |                                |                                |                                |
|  | 1er B                          | Allemagne                      |                                |                                |           |           |                               |                               |                               |                               |  |  |                                |                                |                                |                                |
|  | 2e A                           | Grèce                          | 2                              | 2                              |           |           |                               |                               |                               |                               |  |  |                                |                                |                                |                                |
|  | 2e A                           | Grèce                          | 2                              | 2                              | Allemagne | Allemagne | 1                             | 1                             |                               |                               |  |  |                                |                                |                                |                                |
|  | 24 juin 2012 20 h 45, Kiev     |                                |                                |                                | Allemagne | Allemagne | 1                             | 1                             |                               |                               |  |  |                                |                                |                                |                                |
|  |                                |                                | Italie                         | Italie                         | 2         | 2         |                               |                               |                               |                               |  |  |                                |                                |                                |                                |
|  | 1er D                          | Angleterre                     | Italie                         | Italie                         | 2         | 2         | 0ap (2)                       | 0ap (2)                       |                               |                               |  |  |                                |                                |                                |                                |
|  | 1er D                          | Angleterre                     |                                |                                |           |           |                               | 0ap (2)                       |                               |                               |  |  |                                |                                |                                |                                |
|  | 2e C                           | Italie                         | 0 tab(4)                       | 0 tab(4)                       |           |           |                               |                               |                               |                               |  |  |                                |                                |                                |                                |
|  | 2e C                           | Italie                         | 0 tab(4)                       | 0 tab(4)                       |           |           |                               |                               |                               |                               |  |  |                                |                                |                                |                                |
|  |                                |                                |                                |                                |           |           |                               |                               |                               |                               |  |  |                                |                                |                                |                                |

### Quarts de finale

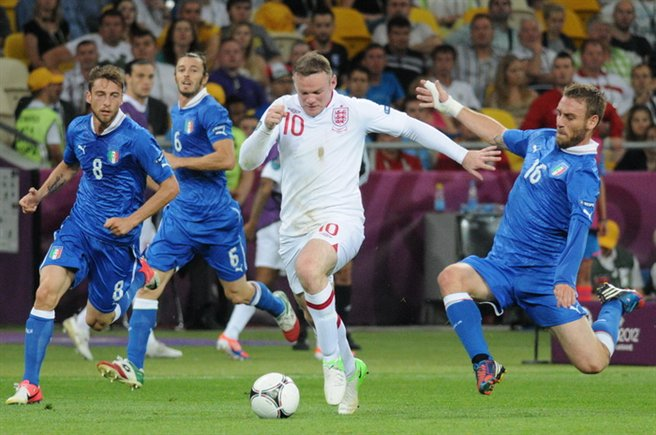
Wayne Rooney taclé par Daniele De Rossi lors du match Angleterre-Italie.

Dans le premier quart de finale, le Portugal domine et bat une solide équipe tchèque grâce à Cristiano Ronaldo, auteur du seul but de la rencontre. Le Portugal atteint la demi-finale pour la troisième fois en quatre éditions. Le lendemain, dans un match marqué par des considérations politiques, l'Allemagne bat facilement le champion d'Europe 2004 quatre buts à deux et se qualifie pour sa deuxième demi-finale d'affilée. Le 23 juin, le tenant du titre espagnol, peu inspiré, fait tout de même valoir sa supériorité face à des Français sous tension et empruntés. Enfin, lors de la dernière rencontre Italiens et Anglais se livrent un duel intense, « tendu et palpitant de bout en bout ». L'Italie a la maitrise et les plus belles occasions dans ce match sans but, elle doit attendre la séance des tirs au but pour se qualifier.
| 21 juin 2012 | Tchéquie | 0 – 1 | Portugal | Stade national, Varsovie, Pologne |                         |
| 20 h 45      |          |       |          | Arbitrage : Howard Webb           | Arbitrage : Howard Webb |

| 22 juin 2012 | Allemagne | 4 – 2 | Grèce | PGE Arena, Gdańsk, Pologne |                           |
| 20 h 45      |           |       |       | Arbitrage : Damir Skomina  | Arbitrage : Damir Skomina |

| 23 juin 2012 | Espagne | 2 – 0 | France | Donbass Arena, Donetsk, Ukraine |                            |
| 20 h 45      |         |       |        | Arbitrage : Nicola Rizzoli      | Arbitrage : Nicola Rizzoli |

| 24 juin 2012 | Angleterre        | 0 – 0 a. p. | Italie | Stade olympique, Kiev, Ukraine |                           |
| 20 h 45      |                   |             |        | Arbitrage : Pedro Proença      | Arbitrage : Pedro Proença |
| 20 h 45      | Tirs au but 2 – 4 |             |        | Arbitrage : Pedro Proença      | Arbitrage : Pedro Proença |

### Demi-finales

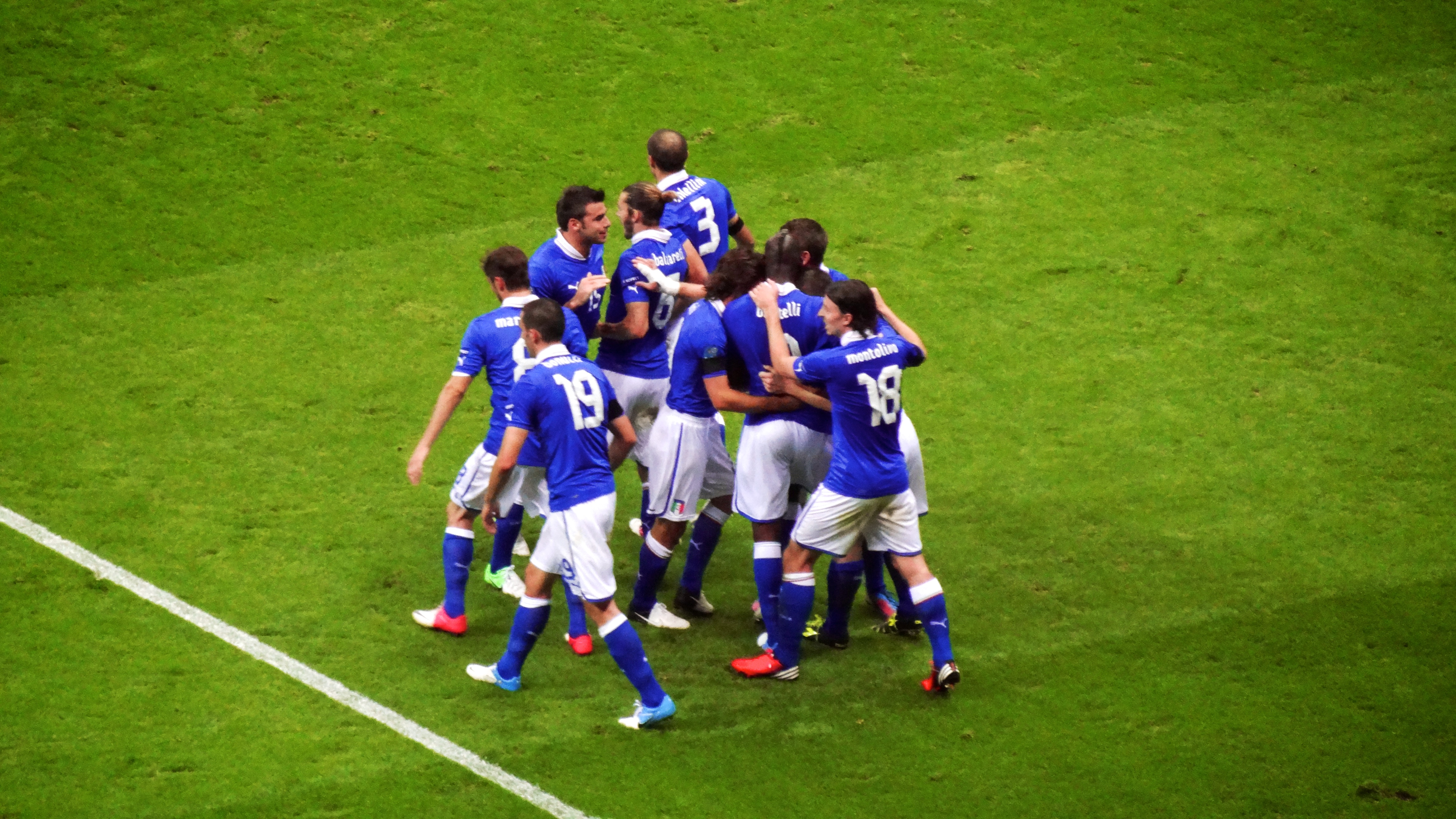
Les Italiens félicitant leur buteur, Mario Balotelli, lors du match contre l'Allemagne.

Le choc ibérique en demi-finale entre Portugais et Espagnols donne lieu à un match serré et fermé. L'Espagne domine la prolongation et s'offre quelques occasions de buts sans parvenir à conclure. En remportant l'épreuve des tirs au but, l'Espagne s'offre une troisième finale d'affilée dans un tournoi majeur. Dans l'autre demi-finale, l'Italie surprend l'Allemagne en contre dès la première période avec un doublé de Mario Balotelli. La réduction du score de Mesut Özil dans le temps additionnel est trop tardive : la squadra azzura rejoint l'Espagne en finale de l'Euro 2012.
Qualifiées pour la finale, l'Espagne et l'Italie sont les deux derniers vainqueurs de la Coupe du monde.
| 27 juin 2012 | Portugal          | 0 – 0 a. p. | Espagne | Donbass Arena, Donetsk, Ukraine |                          |
| 20 h 45      |                   |             |         | Arbitrage : Cüneyt Çakır        | Arbitrage : Cüneyt Çakır |
| 20 h 45      | Tirs au but 2 – 4 |             |         | Arbitrage : Cüneyt Çakır        | Arbitrage : Cüneyt Çakır |

| 28 juin 2012 | Allemagne | 1 – 2 | Italie | Stade national, Varsovie, Pologne |                             |
| 20 h 45      |           |       |        | Arbitrage : Stéphane Lannoy       | Arbitrage : Stéphane Lannoy |

### Finale

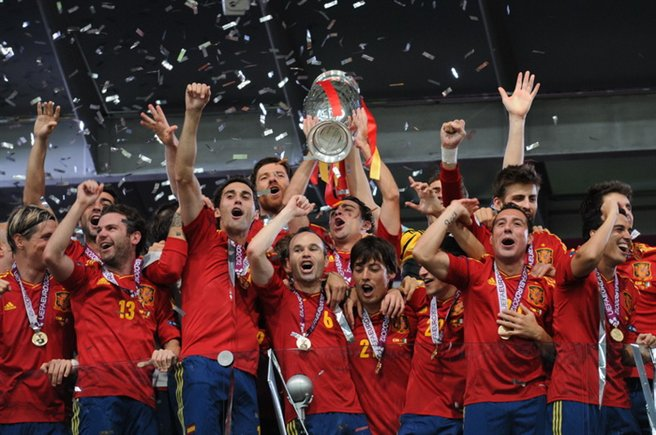
Les Espagnols soulevant le trophée.

Mieux entrés dans le match, les Espagnols concrétisent leur domination en ouvrant le score au quart d'heure de jeu grâce à David Silva, de la tête, bien servi dans la surface par Francesc Fàbregas. C'est à ce moment que les Italiens rééquilibrent les débats et se procurent plusieurs occasions d'égalisation, toutes annihilées par Iker Casillas, gardien et capitaine espagnol. Peu avant la mi-temps, l'Espagne inscrit un deuxième but par l’intermédiaire de Jordi Alba, parti du milieu de terrain et lancé par Xavi Hernández. Au retour des vestiaires, l'Italie repart de l'avant et tente de réduire l'écart, mais ses attaquants sont soit maladroits soit impuissants face à Casillas. À l'heure de jeu, les espoirs italiens sont mis à mal par la sortie sur blessure de Thiago Motta, entré sur le terrain quelques minutes plus tôt et qui laisse ses partenaires à dix, le sélectionneur azzurri ayant déjà effectué ses trois changements. À la suite de ce fait de jeu, l'Espagne contrôle facilement le match et  inscrit deux buts supplémentaires.
Victorieuse sur le score sévère de quatre buts à zéro (l'écart est le plus large jamais enregistré dans une finale d'un Euro), l'Espagne devient la première équipe à conserver sa couronne européenne et réalise l'inédit triplé Euro – Coupe du monde – Euro. Buteur lors de la finale, Fernando Torres devient le seul joueur à avoir marqué dans deux finales différentes de l'Euro (2008 et 2012). Xavi Hernández devient le seul joueur à avoir délivré une passe décisive dans deux finales différentes de l'Euro (2008 et 2012).
| Finale                   | Espagne                                                                            | 4 – 0   | Italie       | Stade olympique, Kiev, Ukraine |                           |
| 1er juillet 2012 20 h 45 | ( Fàbregas) Silva 14e · ( Xavi) Alba 41e · ( Xavi) Torres 84e · ( Torres) Mata 88e | (2 - 0) |              | Arbitrage : Pedro Proença      | Arbitrage : Pedro Proença |
| 1er juillet 2012 20 h 45 | Piqué 25e                                                                          |         | 45e Barzagli | Arbitrage : Pedro Proença      | Arbitrage : Pedro Proença |

## Statistiques et récompenses

### Statistiques générales
Les 16 équipes présentes disputent un total de 31 rencontres : 24 au premier tour et 7 des quarts de finale jusqu'à la finale.

### Hommes du match

#### 3 fois
- Andrés Iniesta
- Andrea Pirlo

#### 2 fois
- Mesut Özil
- Cristiano Ronaldo

#### 1 fois
- Mario Gómez
- Lukas Podolski
- Steven Gerrard
- Mario Mandžukić
- Michael Krohn-Dehli
- Xabi Alonso
- Sergio Ramos
- Fernando Torres
- Samir Nasri
- Franck Ribéry
- Yórgos Karagoúnis
- Antonio Cassano
- Jakub Błaszczykowski
- Robert Lewandowski
- Pepe
- Petr Jiráček
- Václav Pilař
- Alan Dzagoïev
- Zlatan Ibrahimović
- Olof Mellberg
- Andri Chevtchenko

### Meilleur joueur

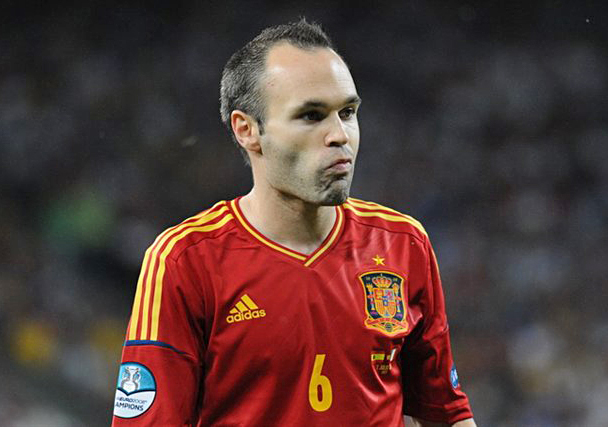
Andrés Iniesta lors de la finale de l'Euro.

L'UEFA choisit le milieu offensif espagnol Andrés Iniesta comme meilleur joueur de la compétition.

### Joueur clé
L'UEFA a désigné l'espagnol Andrés Iniesta comme joueur clé de la compétition.

### Équipe type
L'équipe-type de l'Euro 2012, qui comprend 23 joueurs, est choisie par l'équipe technique de l'UEFA. Cette équipe technique est composée de Andy Roxburgh, Fabio Capello, Jerzy Engel, Dušan Fitzel, Gérard Houllier, Lars Lagerbäck, György Mezey, Holger Osieck, Jean-Paul Brigger, Walter Gagg et Mordechai Spiegler.
| Gardiens                                    | Défenseurs                                                            | Milieux | Attaquants                                                                     |
| ------------------------------------------- | --------------------------------------------------------------------- | --- | ------------------------------------------------------------------------------ |
| Gianluigi Buffon Iker Casillas Manuel Neuer | Jordi Alba Fábio Coentrão Philipp Lahm Pepe Gerard Piqué Sergio Ramos | Xabi Alonso Sergio Busquets Daniele De Rossi Steven Gerrard Xavi Hernández Andrés Iniesta Sami Khedira Andrea Pirlo Mesut Özil | Mario Balotelli Cesc Fàbregas Zlatan Ibrahimović Cristiano Ronaldo David Silva |

### Classement des buteurs
Fernando Torres remporte le titre de meilleur buteur en totalisant trois buts, comme Mario Gómez, Mario Mandžukić, Mario Balotelli, Cristiano Ronaldo et Alan Dzagoïev, mais ayant délivré une passe décisive (comme Gómez) et joué moins longtemps (189 minutes) en phase finale, il est le seul distingué par l'UEFA.
| 3 buts - Fernando Torres (soulier d'or) - Mario Gómez - Mario Mandžukić - Mario Balotelli - Cristiano Ronaldo - Alan Dzagoïev 2 buts - Nicklas Bendtner - Michael Krohn-Dehli - Xabi Alonso - Francesc Fàbregas - David Silva - Dimítris Salpingídis - Petr Jiráček - Václav Pilař - Zlatan Ibrahimović - Andri Chevtchenko | 1 but - Lars Bender - Sami Khedira - Miroslav Klose - Philipp Lahm - Mesut Özil - Lukas Podolski - Marco Reus - Andy Carroll - Joleon Lescott - Wayne Rooney - Theo Walcott - Danny Welbeck - Nikica Jelavić - Jordi Alba - Juan Mata - Jesús Navas - Yohan Cabaye - Jérémy Ménez - Samir Nasri | 1 but (suite) - Theofánis Ghékas - Yórgos Karagoúnis - Yeóryos Samarás - Sean St Ledger - Antonio Cassano - Antonio Di Natale - Andrea Pirlo - Rafael van der Vaart - Robin van Persie - Jakub Błaszczykowski - Robert Lewandowski - Pepe - Hélder Postiga - Silvestre Varela - Roman Chirokov - Roman Pavlioutchenko - Sebastian Larsson - Olof Mellberg | 1 but contre son camp - Glen Johnson (pour la Suède) |

### Classement des passeurs
| 3 passes décisives - Mesut Özil - Steven Gerrard - David Silva - Andreï Archavine 2 passes décisives - Bastian Schweinsteiger - Xavi Hernández - Karim Benzema - Andrea Pirlo - João Moutinho - Nani - Sebastian Larsson | 1 passe décisive - Jérôme Boateng - Mario Gómez - Sami Khedira - Miroslav Klose - Theo Walcott - Ivan Perišić - Darijo Srna - Ivan Strinić - Nicklas Bendtner - Lars Jacobsen - Michael Krohn-Dehli - Jordi Alba - Francesc Fàbregas | 1 passe décisive (suite) - Andrés Iniesta - Fernando Torres - Franck Ribéry - Dimítris Salpingídis - Vasílis Torosídis - Aiden McGeady - Antonio Cassano - Alessandro Diamanti - Riccardo Montolivo - Arjen Robben - Wesley Sneijder - Jakub Błaszczykowski - Ludovic Obraniak | 1 passe décisive (suite) - Fábio Coentrão - João Pereira - Milan Baroš - Theodor Gebre Selassie - Tomáš Hübschman - Jaroslav Plašil - Alexandre Kerjakov - Roman Pavlioutchenko - Samuel Holmén - Kim Källström - Olof Mellberg - Andri Iarmolenko - Ievhen Konoplianka |

## Bilan de l'Euro

### Conditions de jeu
L'euro 2012 a été ponctué par de nombreux orages et de fréquents arrêts de jeux afin d'éviter que la foudre touche les joueurs. 15 matchs ont été allongés de plus d'une demi-heure pour cela.
Ces intempéries durant tout le tournoi ont régulièrement fait glisser les joueurs et rater des occasions de jeu.

## Aspects économiques

### Sponsors
Comme pour les éditions précédentes, Adidas est l'un des sponsors principaux de la compétition, ayant prolongé son contrat avec l'UEFA jusqu'en 2017. La société allemande fournit les équipements sportifs, dont les ballons officiels, au cours de cet évènement. Castrol, présent lui aussi en 2008, annonce le parrainage de la compétition en janvier 2010. Le 23 février au Palais de la culture et de la science de Varsovie, Coca-Cola annonce avoir prolongé son contrat, devenant ainsi le troisième partenaire mondial du championnat. La société américaine de boissons non alcoolisées est suivie quelques jours plus tard par Hyundai-Kia, qui reste ainsi le partenaire automobile exclusif de l'Euro 2012. En mai 2010, Carlsberg, compagnie brassicole danoise, annonce l'extension à long terme de son contrat, et son représentant déclare être « ravi de faire partie de ce projet ». Lors du même mois, McDonald's, présent depuis 1992, prolonge lui aussi son partenariat,. En septembre 2010, Sharp, fabricant d'électronique, devient le septième sponsor majeur de cette compétition. En janvier 2011, Orange, entreprise de télécommunication, à travers sa filiale polonaise Telekomunikacja Polska, devient le partenaire technologique officiel de la compétition. En juillet 2011, Canon, entreprise spécialisée dans les produits optiques, devient le neuvième sponsor de l'Euro 2012. En octobre 2011, Continental, fabricant de pneumatiques, devient à son tour sponsor officiel.
Il y a trois sponsors polonais pour cette compétition : le chocolatier E.Wedel, la banque Bank Pekao SA et la filiale polonaise de MasterCard, entreprise de système de paiement.
Il y a également trois sponsors ukrainiens pour cet Euro 2012 : Epicenter K, une entreprise de bricolage, l'entreprise de télécommunication UkrTelecom et la banque Ukrsotsbank (membre de l'Unicredit Group).

### Médias
Le 23 septembre 2009, un accord a été conclu entre l'UEFA et l'Union européenne de radio-télévision concernant les droits de diffusion de l'Euro 2012 dans trente-six nations membres de l'association européenne de football. Parmi ces trente-six pays, vingt-neuf verront l'UER statuer directement sur leurs droits télévisés, les sept autres travaillant en coopération avec l'organisme européen. Pour les vingt-neuf nations, un minimum de vingt-sept matches (sur trente-et-un) sera diffusé en direct sur des chaînes en clair, ainsi que des magazines dédiés et des programmes de résumés.
Pour les deux pays organisateurs, l'UEFA avait déjà annoncé auparavant être parvenue à deux accords avec NTU (Natsionalna Telekompaniya Ukrayiny) en Ukraine et TVP (Telewizja Polska) en Pologne.

### Effets économiques pour les deux pays
(juin 2016).
Les travaux entrepris et l'organisation de la compétition exigent une forte mobilisation de main d'œuvre et génèrent un surplus d'activité. Dès 2009, l'Euro 2012 a dopé en partie l'économie de la Pologne, seule nation de l'Union européenne à afficher une croissance positive, quatre cents projets étant déjà en cours et 85 % des investissements liés à l'Euro portant sur les infrastructures de transports.
Les deux pays verront des retombées économiques positives si l'organisation se présente sous son meilleur jour et si les difficultés liées aux transports sont résolues (tant du point de vue de la distance entre les stades ukrainiens et polonais que de celui du nombre de réseaux autoroutiers en Ukraine). De plus, les répercussions du budget sur la formation des jeunes footballeurs de ces deux pays pourraient être importantes. Le bénéfice touristique devrait être lui aussi important, la Pologne attendant entre neuf cent mille et un million de visiteurs en juin 2012.
Selon Jakub Borowski, économiste à la Warsaw School of Economics, la compétition devrait augmenter la richesse nationale du pays de sept à huit milliards d'euros, soit l'équivalent de deux points de PIB. Par comparaison, la Suisse, pays coorganisateur de l'Euro 2008 avec l'Autriche, avait réalisé un chiffre d'affaires d'un milliard et demi d'euros.

### Primes pour les fédérations
| No | Équipe(s)                      | Millions d'€ |
| -- | ------------------------------ | ------------ |
| 1  | Espagne                        | 23           |
| 2  | Italie                         | 19,5         |
| 3  | Allemagne                      | 16           |
| 4  | Portugal                       | 15           |
| 5  | Angleterre                     | 12,5         |
| 6  | Tchéquie                       | 12           |
| 7  | France, Grèce                  | 11,5         |
| 9  | Croatie, Russie                | 10,5         |
| 11 | Danemark, Ukraine              | 10           |
| 13 | Pologne, Suède                 | 9            |
| 15 | Pays-Bas, République d'Irlande | 8            |

Un total de 196 millions d'euros est reversé aux seize fédérations dont l'équipe prend part à la compétition, soit douze millions de plus que lors de l'Euro précédent. Pour chaque fédération, huit millions d'euros sont reçus au titre de la participation. Viennent ensuite s'ajouter des primes de résultat, comme suit : 
- Victoire en finale : 7,5 millions d'euros
- Défaite en finale : 4,5 millions d'euros
- Qualification pour les demi-finales : 3 millions d'euros
- Qualification pour les quarts de finale : 2 millions d'euros
- Classement à la 3e place de la poule : 1 million d'euros
- Victoire en match de poules : 1 million d'euros
- Résultat nul en match de poules : 0,5 million d'euros

L'Espagne, victorieuse en finale, reçoit 23 millions d'euros de la part de l'UEFA, soient presque autant que le maximum fixé avant la compétition (23,5 millions) et prévu pour une équipe qui gagnerait tous ses matches.

## Controverses

### Menaces de boycott

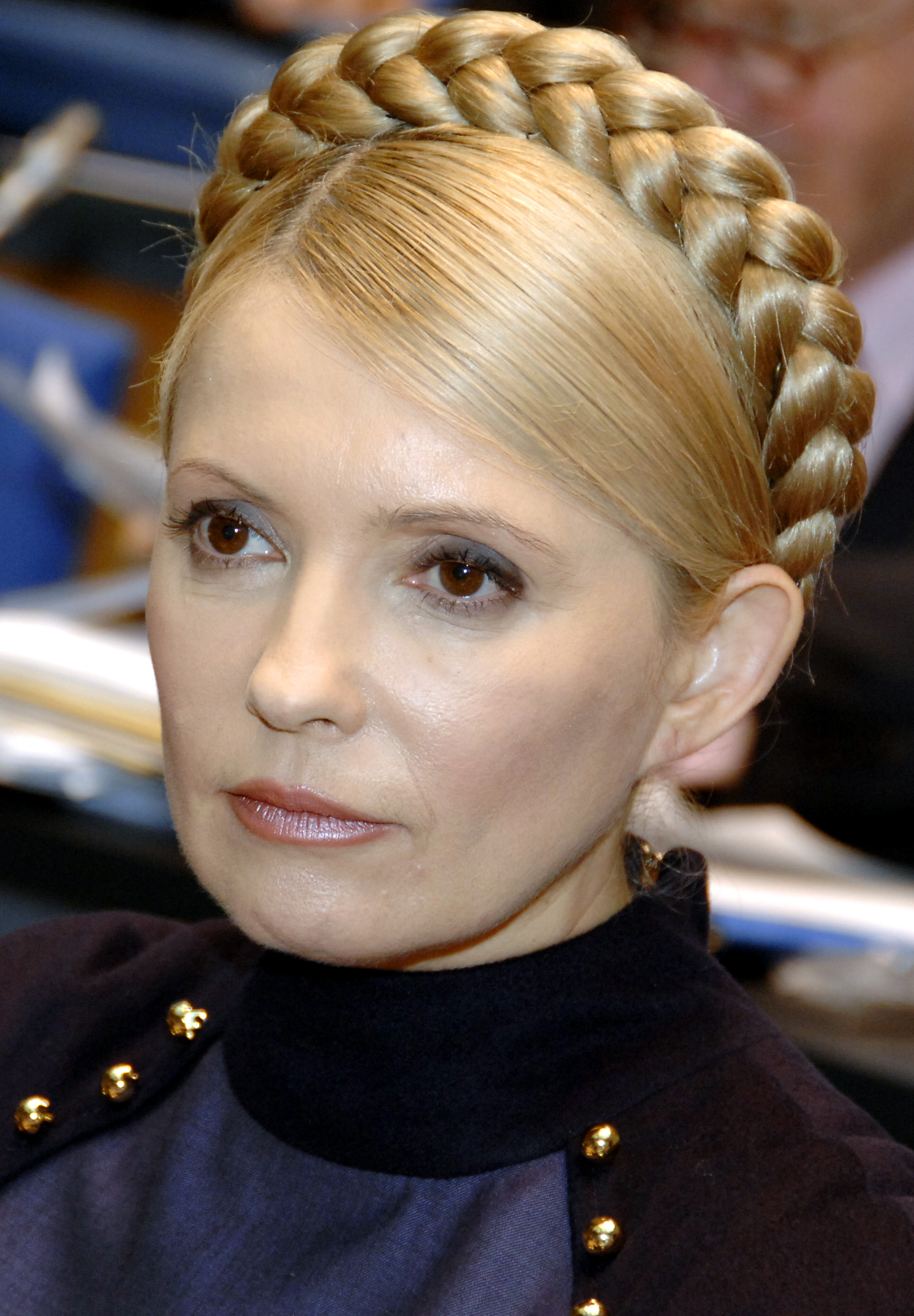
Ioulia Tymochenko.

Des dirigeants européens annoncent leur intention de boycotter le championnat d'Europe de football 2012 pour protester contre les conditions de détention de l'ancienne Première ministre ukrainienne Ioulia Tymochenko. Condamnée à sept ans de prison pour abus de pouvoir, elle souffre de graves douleurs au dos et a entamé une grève de la faim.
Après une déclaration personnelle de la commissaire à la Justice Viviane Reding et un appel de députés européens du groupe des Verts, la Commission européenne annonce le 3 mai 2012 que ses membres ne se rendront pas en Ukraine pour assister à l'événement, par solidarité avec Ioulia Tymochenko. Elle précise qu'il ne s'agit cependant pas d'un « boycott de l'Euro », car les critiques adressées au gouvernement de l'Ukraine ne concernent pas la Pologne. Le porte-parole du président Barroso déclare « Nous ne voulons pas pénaliser le pays coorganisateur ou mettre en péril le succès du tournoi. ». Les gouvernements de l'Allemagne, de l'Autriche et de la Belgique menacent également l'Ukraine d'un boycott politique si la situation de Ioulia Tymochenko ne s'améliore pas avant le début de la compétition. La France est, quant à elle, passée à l'action par l'annonce du boycott des matchs se déroulant en Ukraine pour les membres du gouvernement français. Le président de la Pologne s'oppose également à un boycott, car il considère que cela empêcherait le rapprochement de l'Ukraine avec l'Union européenne et la rapprocherait de la Russie. Selon lui, le championnat de football est au contraire l'occasion pour l'Ukraine « de se présenter sous son meilleur jour ».
Le gouvernement de l'Ukraine dénonce une « manipulation artificielle » et déclare à l'intention du gouvernement de l'Allemagne : « Nous ne voudrions pas penser que les dirigeants politiques allemands sont capables de ranimer les méthodes de la “guerre froide” et qu’ils vont tenter de faire du sport l’otage de la politique. » Le président de la Russie Vladimir Poutine critique également ces menaces. Il déclare qu'il « considère qu'il ne faut en aucun cas mélanger la politique, le business et d'autres questions du genre avec le sport, il faut laisser le sport tranquille ».

### Autres polémiques et protestations

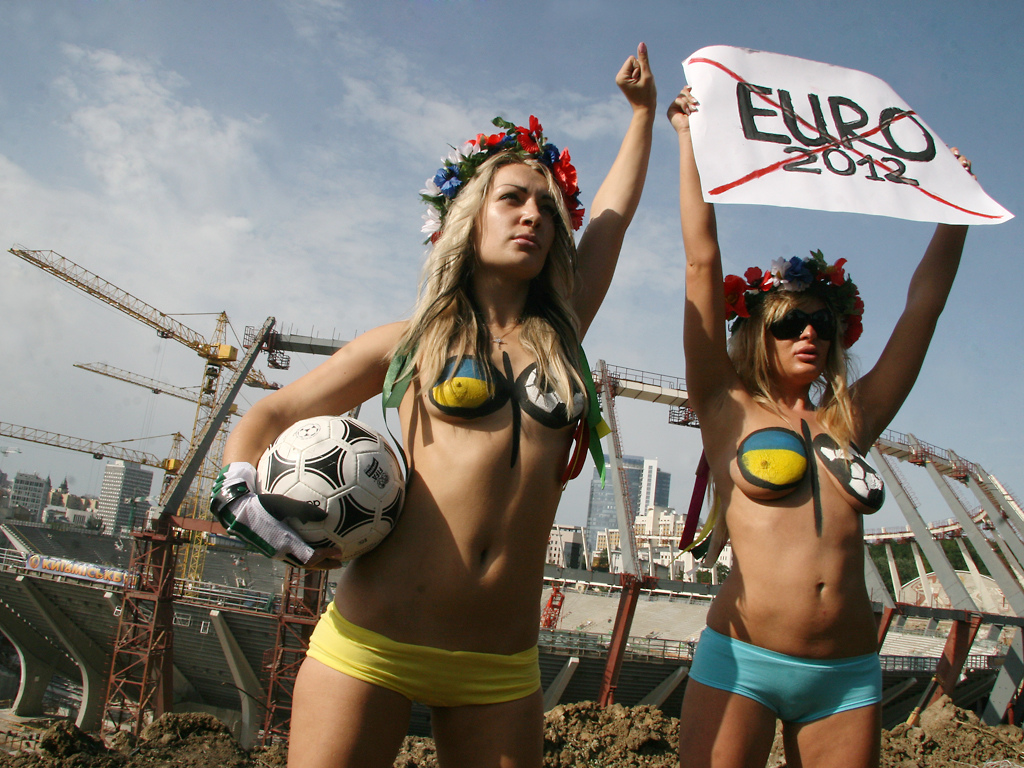
Manifestation de FEMEN en 2010.

Le groupe FEMEN a dénoncé la prostitution liée à l'Euro 2012 et multiplie les coups d'éclat à l'occasion du tournoi, notamment en manifestant seins nus. Selon FEMEN, l'afflux de supporteurs en Ukraine fera exploser les chiffres de la prostitution. La porte-parole de FEMEN, Inna Chevtchenko, accuse même l'UEFA de vouloir influencer le gouvernement ukrainien en faveur de la légalisation de la prostitution. L'Ukraine compte alors entre 50 000 et 80 000 prostituées et est le pays d'Europe le plus touché par le virus du sida, avec une prévalence du VIH d'environ 1,6 % de la population en 2010.
L'interdiction de signes religieux, notamment aux côtés de signes racistes, xénophobes ou encore politiques, a provoqué une vive polémique dans la communauté catholique polonaise, qui s'est sentie fortement visée.
En Ukraine, la suppression de dizaines de milliers de chiens errants a provoqué des pétitions (comme 30 millions d'amis) et une contre-attaque du groupe Anonymous.
D'autre part, l'UEFA a fait part de son mécontentement à propos des tarifs des hôtels ukrainiens, que l'organisation jugeait trop élevés.
Aussi, avant le match Pologne - Russie, la marche russe organisée en l'honneur de la souveraineté de la fédération de Russie provoque des incidents, certains Polonais se sentant insultés par cette manifestation. Les affrontements font au moins 24 blessés, et 184 personnes sont arrêtées.